# Historia del sistema métrico
En los siglos XVI y XVII se empezaron a discutir ideas que servirían de base para posteriormente formular el sistema métrico. Simon Stevin publicó sus ideas para la notación decimal y John Wilkins publicó una propuesta sobre un sistema decimal de medidas basado en unidades naturales. El trabajo de reformar el antiguo sistema de pesos y medidas, tuvo apoyo del poder público, incluyendo a Luis XVI.
La primera implantación legal del sistema métrico se produjo en 1799, durante la Revolución Francesa, cuando los diversos sistemas de medidas de ese entonces habían llegado a tener tan mala fama que surgió la necesidad de sustituirlos y homologarlos, eligiendo así, un sistema decimal basado en el kilogramo y el metro. El sistema métrico había sido creado, en palabras del filósofo y matemático Condorcet, «para todas las personas de todos los tiempos». En la era de la razón, las unidades básicas se tomaron del mundo natural: la unidad de longitud, el metro, se basó en las dimensiones de la Tierra y la unidad de peso, el kilogramo, se basó en el peso del agua contenida en un volumen de un litro o una milésima parte de un metro cúbico. Los duplicados de referencia para ambas unidades se fabricaron en platino y se pusieron bajo la custodia de la Academia de Ciencias de Francia. En 1812, debido a la impopularidad del nuevo sistema métrico, Francia retomó el sistema de medición anterior y volvió a utilizar para el uso común las unidades de dicho sistema, aunque modificadas para relacionarlas con el sistema métrico.
En 1837 el sistema métrico fue reimplantado en Francia. También durante esta primera mitad del siglo XIX fue adoptado por la comunidad científica. A mediados de siglo, James Clerk Maxwell propuso el concepto de un sistema coherente donde se define un pequeño número de unidades de medida consideradas como unidades básicas, y las demás unidades de medida, llamadas unidades derivadas, se definen en función de las unidades básicas. Maxwell propuso tres unidades básicas: longitud, peso y tiempo. Este concepto funcionó bien con la mecánica, pero al intentar describir las fuerzas electromagnéticas en función de estas unidades se hallaron dificultades. A finales del siglo XIX, estaban en uso cuatro variantes principales del sistema métrico para la medición de los fenómenos electromagnéticos: tres basadas en el centímetro-gramo-segundo (sistema CGS), y uno en el metro-kilogramo-segundo (sistema MKS). Este callejón sin salida fue resuelto por Giovanni Giorgi, quien, en 1901 demostró que en un sistema coherente tenía que haber unidades electromagnéticas y que había que incorporar una unidad electromagnética como cuarta unidad básica.
Hasta 1875, el gobierno francés guardaba los patrones del metro y del kilogramo, pero en ese año se firmó la Convención del Metro y el control de las normas relativas al peso y a la longitud pasó a tres organizaciones intergubernamentales, la principal de las cuales era la Conferencia General de Pesas y Medidas (CGPM). Durante la primera mitad del siglo XX, la CGPM, en colaboración con una serie de otras organizaciones, se encargó de definir las medidas temporales, eléctricas, térmicas, moleculares y de iluminación, mientras que otras organizaciones internacionales continuaron con la tarea de definir cómo se utilizaban estas unidades de medida.
En 1960, la CGPM puso en marcha el Sistema Internacional de Unidades (en francés Système International d'unités o SI) que tenía seis "unidades básicas": el metro, el kilogramo, el segundo, el amperio, el kelvin y la candela; así como 22 unidades adicionales derivadas de las unidades básicas. El mol se añadió como la séptima unidad básica en 1971. Durante este período, el metro se redefinió en términos de la longitud de onda de las ondas de una fuente de luz en particular, y el segundo se definió en términos de la frecuencia de la radiación procedente de otra fuente de luz. Desde finales del siglo XX, la CGPM se ha comprometido a redefinir el amperio, el kilogramo, el mol y el kelvin en función de las constantes fundamentales de la física.

## Desarrollo de los principios subyacentes
La primera aplicación práctica del sistema métrico fue el sistema implantado por los revolucionarios franceses a finales del siglo XVIII. Sus principales características fueron las siguientes:
- La magnitud de sus unidades se deriva de la naturaleza.
- Su organización fue decimal.
- Las unidades que tienen diferentes dimensiones están relacionadas entre sí de una manera racional.
- Se usan prefijos para denotar múltiplos y submúltiplos de las unidades.

Estas características ya habían sido exploradas y expuestas por varios estudiosos en los dos siglos anteriores a la implantación del Sistema Métrico Francés.
Se atribuye a Simon Stevin la primera propuesta para introducir un sistema decimal de uso universal en Europa. Sin embargo, tratadistas del siglo XX tales como Bigourdan (Francia, 1901) y McGreevy (Reino Unido, 1995) proponen al clérigo francés Gabriel Mouton (1670) como creador de la idea de un sistema métrico. En 2007, se reeditó una propuesta del clérigo inglés John Wilkins de 1668, para un sistema decimal coherente de medición. Desde entonces, otros tratadistas también se han centrado en las propuestas de Wilkins: Tavernor, (2007) dio tanto a Wilkins como a Mouton igual importancia, mientras que Quinn (2012) no hace mención de Mouton, pero afirma que "Wilkins propuso esencialmente lo que se convirtió en el sistema métrico decimal francés".

### El trabajo de Simon Stevin

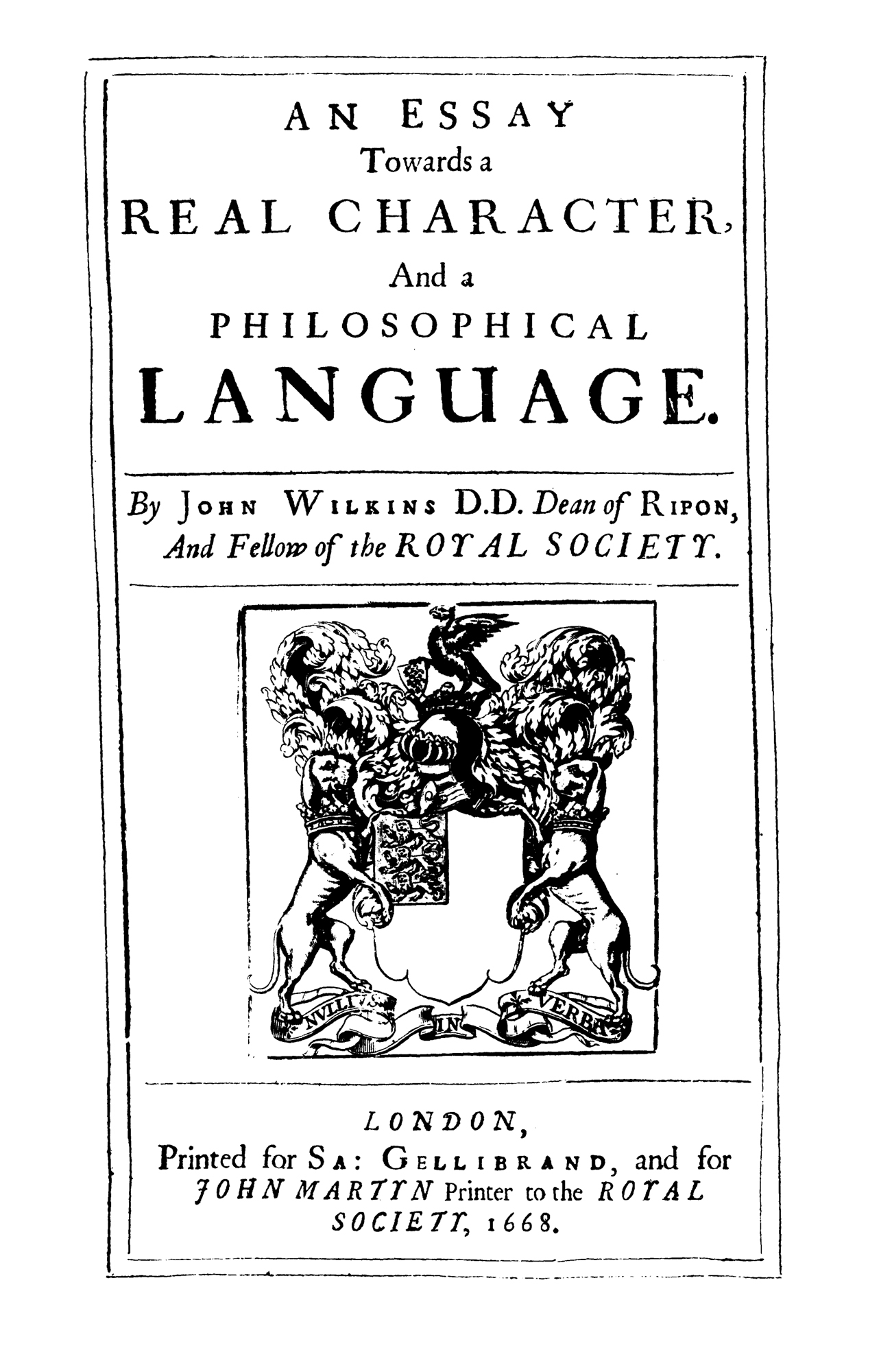
John Wilkins propuso un sistema de unidades en las que la longitud, masa, volumen y área están relacionados entre sí

Durante la época medieval temprana, en Europa, los numerales romanos se utilizaban para representar números. Los árabes representaban números de acuerdo con el sistema de numeración hindú, que era una notación posicional que utilizaba diez símbolos. Alrededor del año 1202, Fibonacci publicó su libro Liber Abaci (Libro de Cálculo), que introdujo el concepto de notación posicional en Europa. Estos símbolos evolucionaron a los números "0", "1", "2", etc.
En ese momento había una disputa con respecto a la diferencia entre los números racionales y los números irracionales y no había acuerdo en la forma en la que debían representarse las fracciones decimales. En 1586, Simon Stevin publicó un pequeño folleto titulado De Thiende ("décimo") que los historiadores toman como origen de la notación moderna de las fracciones decimales. Stevin consideró que esta innovación era tan importante que declaró que la introducción universal de un sistema decimal en la moneda, medidas y pesos, sería simplemente una cuestión de tiempo.

### El trabajo de John Wilkins
A mediados del siglo XVII se le pidió a John Wilkins, primer secretario de la Royal Society de Inglaterra, que ideara una "norma universal de medida". En 1668 trató de codificar todo el conocimiento en su libro de 621 páginas: Ensayo Hacia un Verdadero Carácter y un Lenguaje Filosófico (An Essay towards a Real Character and a Philosophical Language). Cuatro páginas de la segunda parte del Capítulo VII se dedican a las medidas físicas. Aquí Wilkins también propuso un sistema decimal de unidades de medida sobre la base de lo que él llamó una "medida universal", que fuera derivado de la naturaleza para su uso entre "eruditos" de varias naciones.
Wilkins consideró el meridiano terrestre, la presión atmosférica, y, a raíz de una sugerencia de Christopher Wren y demostraciones de Christiaan Huygens, el péndulo como posibles fuentes naturales para su medida universal. Descartó como candidata la presión atmosférica, descrita por Torricelli en 1643, por ser variable en el tiempo (la relación entre la presión atmosférica y el clima no se entendía en ese momento) y descartó un meridiano por ser demasiado difícil de medir; dejando el péndulo como su opción preferida. Propuso que la longitud de un "péndulo de segundo" (aproximadamente 993 mm, muy cercana a la yarda inglesa) a la que llamó la "norma" debía ser la base de la longitud. Además, propuso que la "capacidad de medida" (unidad base del volumen) debería definirse como una unidad cúbica y que la "medida de peso" (unidad base del peso [masa]) debería ser el peso de una unidad cúbica de agua de lluvia. Todos los múltiplos y submúltiplos de cada una de estas medidas estarían relacionados con la medida de base en forma decimal. En resumen, Wilkins "propuso esencialmente lo que se convirtió en (...) el sistema métrico decimal francés".

### El trabajo de Gabriel Mouton
En 1671, el astrónomo francés Gabriel Mouton, publicó el libro Observationes diametrorum solis et lunae apparentium en el que propuso un sistema decimal de medida de longitud para uso de los científicos en la comunicación internacional, basado en las dimensiones de la Tierra. El millar se define como un minuto de arco a lo largo de un meridiano y se divide en 10 centuria, el centuria en 10 decuria y así sucesivamente, siendo las unidades sucesivas la virga, virgula, décima, centésima, y milésima. Gabriel Mouton utiliza la estimación de Giovanni Battista Riccioli de que un grado de arco tenía una medida de 321,185 pies de Bolonia, y mostró en sus propios experimentos que un péndulo de una vírgula de longitud, oscilaría 3959,2 veces en media hora. La teoría del péndulo actual muestra que un péndulo habría tenido una longitud equivalente de 205,6 mm (luego la virga tenía una longitud cercana a la de la toesa de Paría). Utilizando el conocimiento actual del tamaño de la tierra, la vírgula habría sido de aproximadamente 185,2 mm.

### Desarrollo en elsigloXVII
La comunicación de la información metrológica era uno de los problemas al que se enfrentaban los científicos de mediados del siglo XVII; muchos discutían la posibilidad de la comunicación científica mediante una denominada "medida universal" que no estuviera ligada a un sistema nacional particular de medida. Las ideas de Mouton atrajeron el interés en ese momento; tanto Picard en su obra Mesure de la Terre (1671) y Huygens en su trabajo Horologium Oscillatorium sive de motu pendulorum (1673) proponen una unidad de longitud normalizada, vinculada a la frecuencia de la oscilación de un péndulo.
En 1675 el científico italiano Tito Livio Burattini renombra la medida universal de Wilkins como metro (en griego, medida) y toma por definición exacta la del péndulo de segundo (y no la de 38 pulgadas de Prusia del péndulo de Wilkins), llegando a una longitud de 993,9 mm.
El interés que demostró la Academia de las Ciencias francesa (Académie Royale des Sciences) en los experimentos del péndulo se dio a conocer de manera efectiva por Picard en su obra Mesure de la Terre. La longitud de un "péndulo de segundo" se midió en un cierto número de lugares fuera de Francia: en 1671 en Uraniborg, una isla a 26 km al norte de Copenhague y en 1672 Jean Richer mide uno en Cayena, en la Guayana francesa, 5° al norte del ecuador. No hubo una diferencia perceptible entre el péndulo de Uraniborg y el de París, pero había una diferencia de 2,81 mm entre las longitudes del péndulo de Cayena y de París. La colaboración con la Real Sociedad Inglesa no mostró ninguna diferencia discernible entre los péndulos medidos en Londres y París, pero las mediciones tomadas en Gorée, en Senegal, África Occidental, estaban más en línea con las tomadas en Cayena. Mientras tanto, en Inglaterra, Locke, en su obra An Essay Concerning Human Understanding (1689), hace referencia al "pie de filósofo" el cual definió como un tercio de un "péndulo de segundo" a 45° de latitud.
En 1686 el inglés Newton, en su libro Philosophiæ Naturalis Principia Mathematica, dio una explicación teórica para la "protuberancia en el ecuador", que también explica las diferencias encontradas en las longitudes de los "péndulos de segundo", teorías que fueron confirmadas por la expedición realizada por la Academia a Perú en 1735.

### Cooperación internacional delsigloXVIII
Las ideas finales del siglo XVIII eran similares a las del siglo XVII, en que se había propuesto una medida universal; se buscaba tener un sistema internacional de medida común en las esferas del comercio y la ciencia. Cuando los revolucionarios franceses implantaron un sistema de este tipo, recurrieron a las propuestas del siglo XVII.
Las unidades de medida habían sido establecidas en Francia por el emperador Carlomagno a principios del siglo IX. Éste había introducido unidades normalizadas de medida para la longitud y el peso en todo su imperio. A medida que el imperio se desintegró en naciones independientes, incluyendo Francia, estas normas divergieron. Se ha estimado que en vísperas de la Revolución estaban en uso en Francia un cuarto de millón de unidades de medida diferentes. En muchos casos la magnitud de cada unidad de medida difería de una ciudad a otra, e incluso de comercio a comercio. Aunque ciertas unidades, como el pied du roi (pie del rey) tenían un grado de preeminencia y fueron utilizados por los científicos, muchos comerciantes optaron por utilizar sus propios dispositivos de medición, dando posibilidades al fraude y creando dificultades para el comercio y la industria. Estas variaciones fueron promovidas por los intereses locales establecidos, pero obstaculizaron el comercio y los impuestos. Dentro de la misma idea, en Inglaterra la Carta Magna (1215) había estipulado que "no habrá una unidad de medida en todo el reino." Por el contrario, en España Felipe II, en junio de 1568, había dictado una orden uniformando las medidas, reconociendo como vara castellana la de Burgos, que con ese valor llegó a las Indias Occidentales y se han mantenido hasta hace poco, aunque lo cierto es que no consiguió imponerlas en el resto de sus reinos, ni siquiera en la península. 

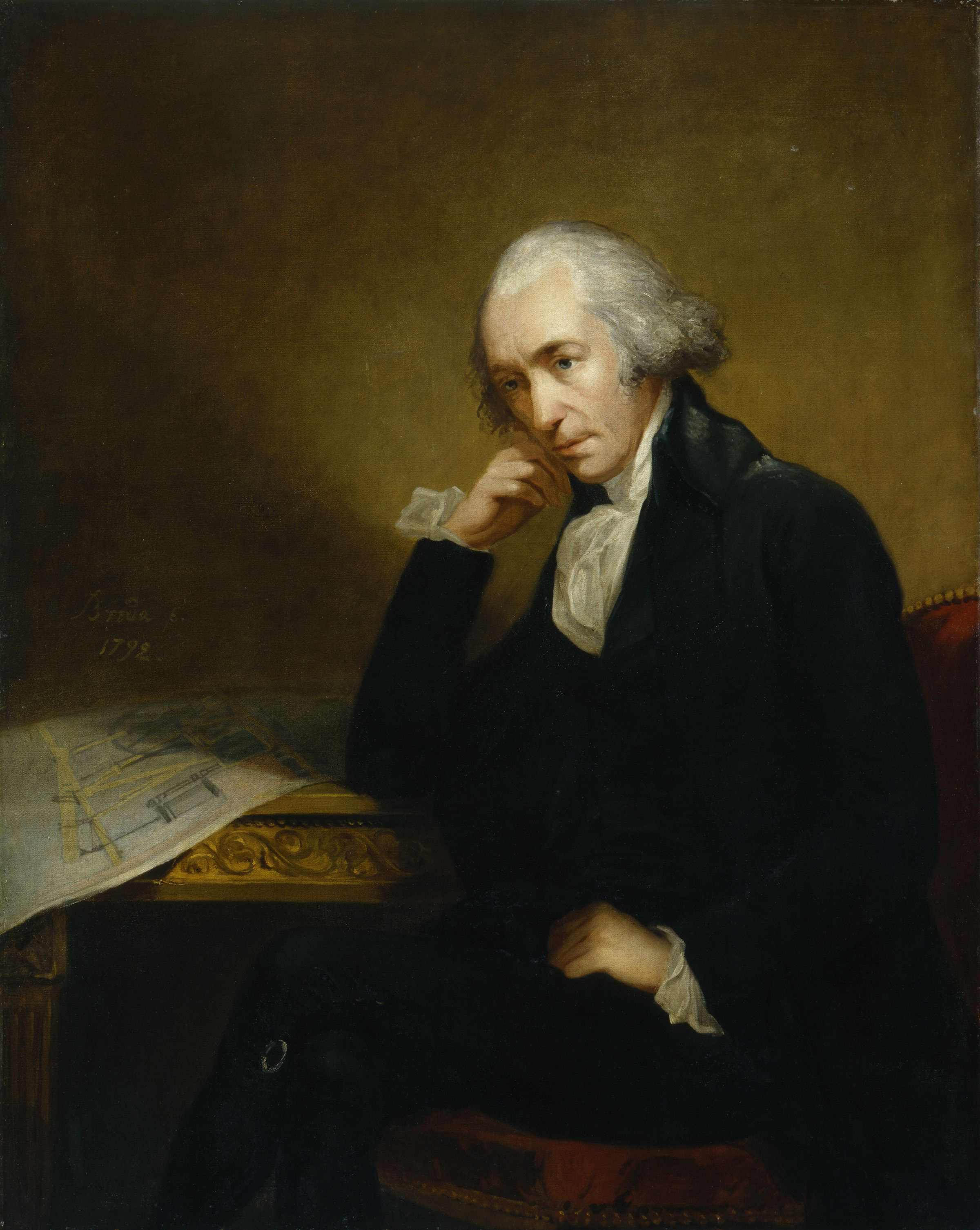
James Watt, inventor británico y defensor de un sistema internacional de medida decimal

A mediados del siglo XVIII, se hizo evidente que era necesaria la unificación de los pesos y medidas entre las naciones que comerciaban e intercambiaron ideas científicas entre sí. España, por ejemplo, alineó sus unidades de medida con las unidades reales de Francia, así, en 1746, Fernando VI ordenó el uso de la vara de Burgos, dado que 7 de sus pies equivalían a la toesa de París. Pedro el Grande alineó las unidades de medida rusas con las de Inglaterra. En 1783 el inventor británico James Watt, que tenía dificultades de comunicación con científicos alemanes, llamados para la creación de un sistema de medición decimal global, propuso un sistema que, al igual que la propuesta de Wilkins del siglo XVII, utiliza la densidad del agua para vincular longitud y peso, y en 1788 el químico francés Antoine Lavoisier encargó un conjunto de nueve cilindros de latón de libra y subdivisiones decimales para su trabajo experimental.
En 1789 las finanzas francesas estaban en un estado peligroso, varios años de malas cosechas habían dado como resultado el hambre entre los campesinos y las reformas fueron frustradas por los intereses creados. El 5 de mayo de 1789 Luis XVI convocó a los Estados Generales, lo que no se había hecho desde 1614, desencadenando una serie de sucesos que iban a culminar en la Revolución Francesa. El 20 de junio de 1789, la recién formada Assemblée Nationale (Asamblea Nacional) hizo el juramento de no disolverse hasta que se redactara una constitución, lo que dio como resultado la formación, el 20 de junio de 1789, de la Assemblée Nationale Constituante (Asamblea Constituyente). El mismo día, la Académie des Sciences (Academia de Ciencias) creó un comité para investigar la reforma de las medidas que, debido a su diversidad, se habían convertido en un vehículo para la corrupción.

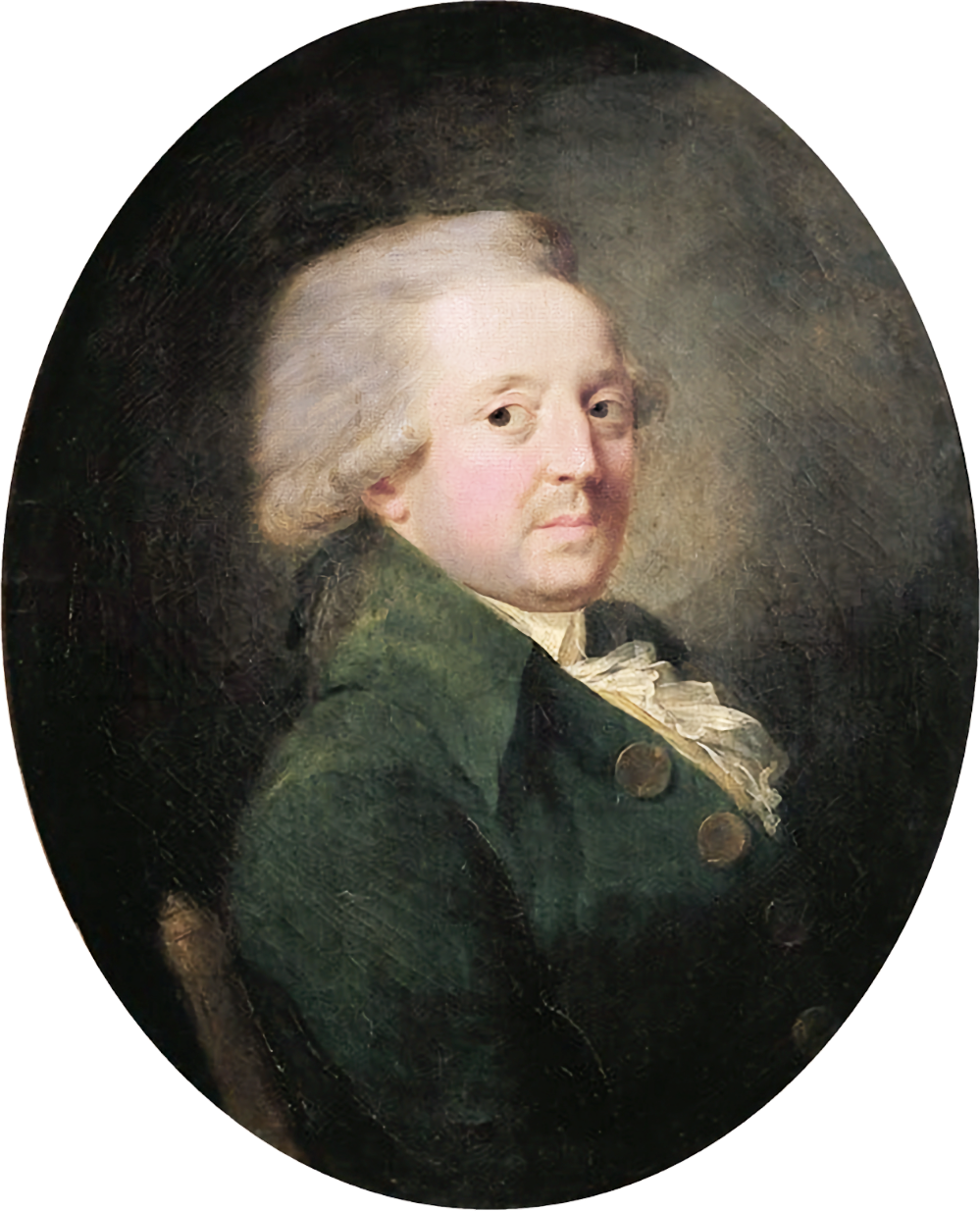
El marqués de Condorcet - "El sistema métrico es para todas las personas de todos los tiempos."

La comparación del péndulo de Wilkins "Bob" y el péndulo "barra" de Jefferson.

El 4 de agosto de 1789, tres semanas después de la toma de la Bastilla, la nobleza perdió sus privilegios, incluyendo el derecho a controlar los pesos y medidas locales. A principios de 1790 Talleyrand, representante en la asamblea del clero, líder revolucionario y ex obispo de Autun, a instancias del matemático y secretario de la Académie, Condorcet, se acercó a los británicos y a los americanos proponiendo un esfuerzo conjunto para definir una unidad común de longitud sobre la base de la longitud de un péndulo. Gran Bretaña, representada por John Riggs Miller, y los Estados Unidos, representados por Thomas Jefferson, aceptaron en principio la propuesta, pero la elección de la latitud para el péndulo resultó ser un punto de fricción: Jefferson optaba por 38°N, Talleyrand por 45°N y Riggs-Miller por la latitud de Londres. El 8 de mayo de 1790 la propuesta de Talleyrand en la Assemblée de que la nueva medida se definirá a 45°N "o cualquier latitud podría ser la preferida" ganó el apoyo de todas las partes. El 13 de julio de 1790, Jefferson presentó el "Plan para el Establecimiento Uniforme en las Monedas, Pesos y Medidas de los Estados Unidos", al Congreso de Estados Unidos en el que, al igual que Wilkins, abogó por un sistema decimal en el que las unidades usadas tradicionalmente como pulgadas, pies, etc., estaban relacionados con cada uno de las potencias de diez. Una vez más, al igual que Wilkins, se propuso un sistema de pesos, basado el peso de una unidad cúbica de agua, pero a diferencia de Wilkins, se propuso un "péndulo rígido" en lugar de un "péndulo bob".
En respuesta a la propuesta de 1790 de Talleyrand, la Assemblée estableció un nuevo comité bajo los auspicios de la Académie para investigar los pesos y medidas. Los miembros eran cinco de los científicos más capaces de la época, Jean-Charles de Borda, Joseph-Louis Lagrange, Pierre-Simon Laplace, Gaspard Monge y Nicolás de Condorcet. El comité decidió que los pesos y las medidas deben usar la misma raíz, se debatió el uso del sistema duodecimal como una alternativa al sistema decimal. Finalmente, el comité decidió que las ventajas de la divisibilidad por tres y cuatro se ven compensadas por las complicaciones de la introducción de un sistema duodecimal y el 27 de octubre de 1790 recomendaron a la Assemblée que la moneda, pesos y medidas de todos debían de basarse en un sistema decimal. También argumentaron a favor de la decimalización del tiempo y de las medidas angulares. El comité examinó tres posibles orígenes para la unidad de longitud: la longitud del péndulo que oscila con una frecuencia de una vez por segundo a los 45° de latitud, un cuarto de la longitud de la línea ecuatorial y un cuarto de la longitud de un meridiano. El comité también propuso que la unidad de peso debe ser el peso del agua destilada contenida en un cubo con aristas de una fracción decimal de la medida de longitud.: 50–51  El informe final del comité a la Assemblée el 17 de marzo de 1791 recomendó la definición meridianal para la unidad de longitud. Borda, inventor de un círculo de reflexión fue nombrado presidente.: 20–21  La propuesta fue aceptada por la Assemblée el 30 de marzo de 1791.
El informe de Jefferson fue considerado, pero no aprobado, por el Congreso de Estados Unidos, y Riggs-Miller perdió su asiento parlamentario británico en la elección de 1790. Cuando los franceses más tarde derrocaron a su monarquía, Gran Bretaña retiró su apoyo: 252–253  y Francia decidió "ir por su cuenta".: 88–96 

### Wilkins y Mouton
En el pasado, muchos escritores como Bigourdan (Francia, 1903) y McGreevy (Reino Unido, 1995) reconocieron a Mouton como el "padre fundador" del sistema métrico.: 140  En 2007, el difunto activista métrico australiano Pat Naughtin, investigó la propuesta de un sistema universal de medición en el ensayo de Wilkins, una obra que es dos años anterior a la propuesta de Mouton. La propuesta de Wilkins, a diferencia de Mouton, discute un sistema de medición integrado que abarca la longitud, el volumen y la masa en lugar de solo la longitud.
El ensayo de Wilkins tuvo una amplia difusión en ese momento, pero el principal interés del ensayo se centró en su propuesta de un lenguaje filosófico en general y no solo de un sistema universal para las unidades de medida. El interés posterior en el ensayo de Wilkins se limitó principalmente al campo de la metrología en lugar de la onomasiología. Antes, por ejemplo, Roget, que hace énfasis en la introducción de Thesaurus (1852), tomó nota del ensayo de Wilkins como una de las principales obras del siglo XVII en onomasiología. Los comentaristas británicos del ensayo dedicaron poco espacio a las propuestas del sistema de medidas de Wilkins; Vernon et al. (1802) hizo un comentario que pasa por alto el apartado de medidas en un estudio de ocho páginas del Ensayo, mientras que Wright-Henderson (1910), en un estudio de cuatro páginas del ensayo, no hizo ningún comentario sobre las medidas.
Las propuestas de Mouton fueron tomadas en serio por otros científicos del siglo XVII, entre ellos Jean Picard y Christiaan Huygens, pero tuvieron que transcurrir cien años hasta que Francia tuvo de nuevo interés en la teoría subyacente del desarrollo de los sistemas de medida.
Poco después de la introducción del sistema métrico por los franceses, una carta de un colaborador anónimo en "The Philosophical Magazine" (1805) señaló la falta de reconocimiento por parte de los franceses de la publicación de Wilkins. El escritor acusó a los editores de la Enciclopedia de prestar atención injustificada al trabajo de Mouton y Huygens a expensas de Edward Wright quien, en 1599, había propuesto la utilización del meridiano terrestre como base de la norma; además de Wilkins que había propuesto un sistema de medición.

## Implantación en la Francia revolucionaria (1792-1812)
Cuando la Asamblea Nacional aceptó el informe del comité el 30 de marzo de 1791, la Académie des Sciences se encargó de aplicar las propuestas. La Academia dividió las tareas en cinco operaciones, asignando a cada parte de un grupo de trabajo independiente:: 82 
1. La medición de la diferencia de latitud entre Dunquerque y Barcelona y la triangulación entre ellos (Cassini, Méchain y Legendre).
2. La medición de las líneas de base utilizando mediciones anteriores (Monge y Meusnier)
3. Verificación de la longitud del péndulo de segundos a una latitud de 45° (Borda y Coulomb).
4. La comprobación del peso en vacío de un determinado volumen de agua destilada (Lavoisier y Haüy).
5. La publicación de las tablas de conversión que relacionasen las nuevas unidades de medida con las unidades existentes de medida (Tillet).

El 19 de junio de 1791 -el día antes del viaje del rey a Varennes- Cassini, Méchain, Legendre y Borda obtuvieron una audiencia en la que el rey accedió a financiar tanto la medición del meridiano como la repetición de las mediciones realizadas por el  padre de Cassini. La autorización del rey llegó el 24 de junio de 1791. : 20–21 
Durante la agitación política que siguió al viaje de Luis XVI a Varennes, la reforma de los pesos, medidas y en particular, la medición del meridiano continuó, si bien con interrupciones, aunque la estructura de la comisión cambió con el cambio de la situación política. En mayo de 1792 Cassini, leal a Luis XVI, pero no a la Revolución, fue reemplazado por Delambre. El 11 de julio de 1792 la Comisión propuso formalmente los nombres de "metro", "grave", "litro" y como multiplicadores "centi", "kilo", etc. en la Asamblea.: 82 
Luis XVI fue ejecutado el 21 de enero de 1793 y el 8 de agosto del mismo año, el Comité de Salud Pública suprimió todas las academias, y con ellas la comisión, manifestando que tenían que justificar su existencia. Antoine-François de Fourcroy, miembro de la convención, argumentó que la importancia de reformar los pesos y las medidas era tal que el trabajo de la comisión se debía permitir que continuara. El 11 de septiembre de 1793 la comisión se reconstituyó como una commission temporaire.
El 7 de abril de 1795 el sistema métrico se define formalmente en la legislación francesa y las normas provisionales sobre la base de la medición de Cassini de 1740. El 22 de octubre de 1795 el trabajo de la Comisión fue asumido por el Instituto Nacional de las Artes y las Ciencias recién formado, poco tiempo después fue trasladado a la "Oficina de Pesos y Medidas" dependiente del Ministerio del Interior.: 96–97 
El 15 de noviembre de 1798 Delambre y Méchain volvieron a París con sus datos, después de haber completado la medición del arco de meridiano Dunquerque-Barcelona. Se analizaron los datos y se fabricó un metro prototipo construido de platino con una longitud de 443,296 líneas. Al mismo tiempo se construyó un grave (luego kilogramo) prototipo también de platino, el peso de agua a 4 °C contenida en un cubo, cuyas aristas serían de 0,1 metros. Los prototipos fueron presentados a la Asamblea Legislativa de Francia el 22 de junio de 1799.: 265–266 

### Tiempo decimal (1793)

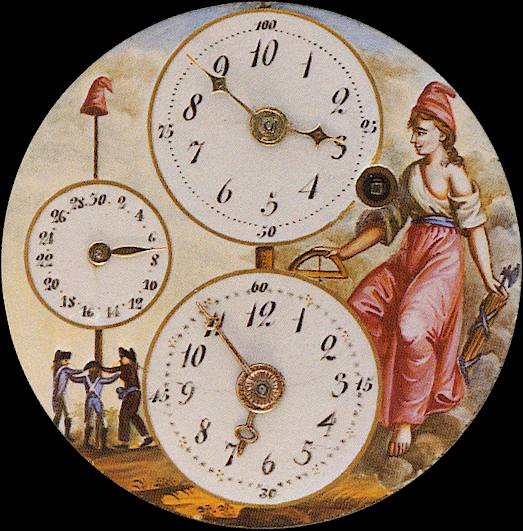
Un reloj de la época republicana que muestra tanto el tiempo decimal como el tradicional

El decreto del 5 de octubre de 1793 introdujo el calendario republicano en Francia, y con él, el tiempo decimal. El día se dividió en 10 "horas decimales", la "hora" en 100 "minutos decimales" y el "minuto decimal" en 100 "segundos decimales". La "hora decimal" correspondió a 2 h 24 min, el "minuto decimal" a 1,44 minutos y el "segundo decimal" a 0,864 segundos. Todos los meses eran de 30 días y cada año tenía cinco o seis días intercalados para compensar el total de 365 o 366 días.
La implantación del tiempo decimal resultó ser una tarea ímproba y por el artículo 22 de la ley del 18 de Germinal, año III (7 de abril de 1795), el uso del tiempo decimal dejó de ser obligatorio. En 1 de enero de 1806, Francia volvió al cronometraje tradicional.

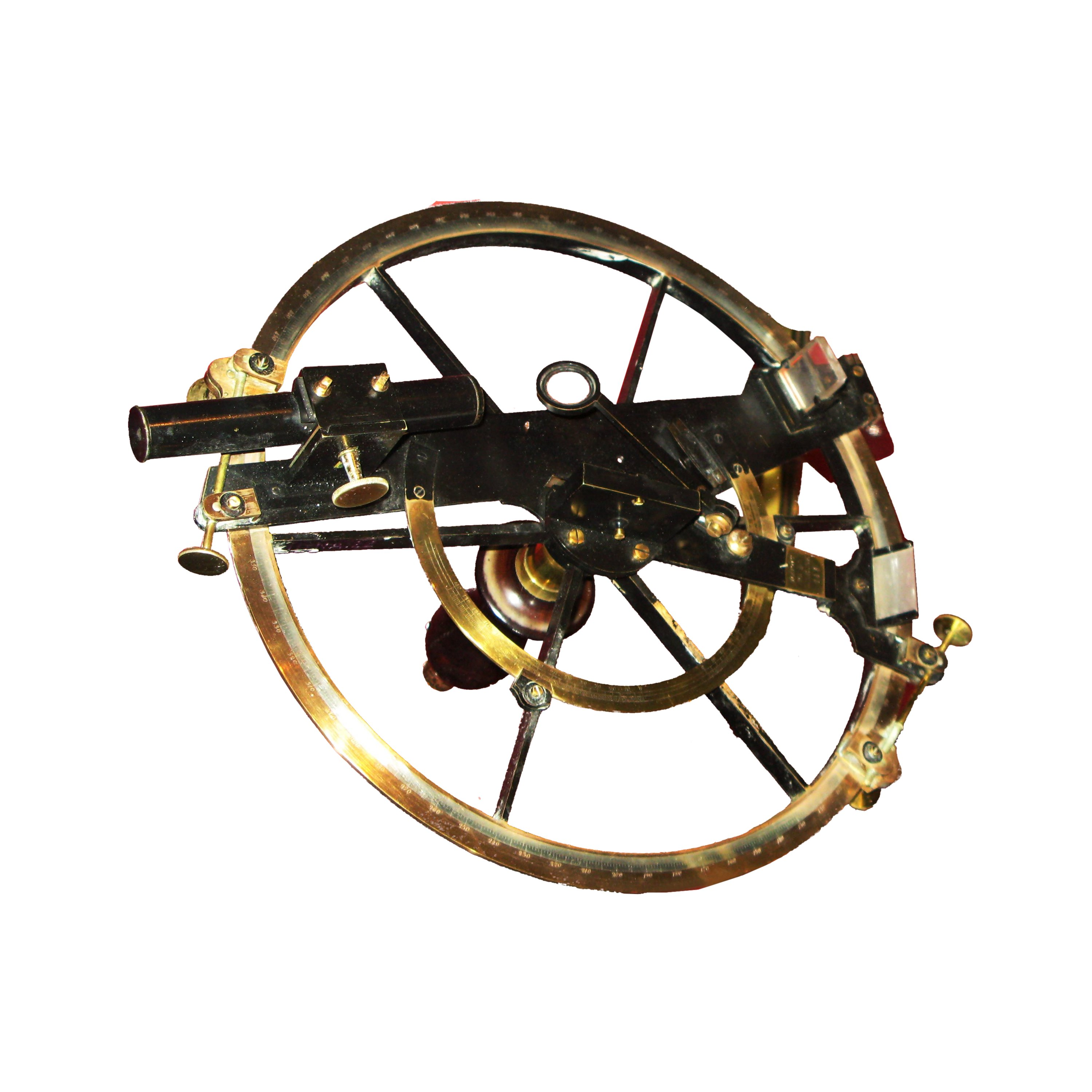
Círculo de reflexión de Borda, expuesto en el museo naval de Toulon. Instrumento utilizado para la triangulación en la medición del meridiano

### Medida angular (1793)
Se sabe que la medida angular ya era utilizada en 1794,: 51  pero no se menciona en el decreto del sistema métrico de 1795. En particular, el círculo de reflexión, mejorado en 1787 por Borda, que era un decidido defensor del sistema decimal, se adaptó para usar ángulos decimales.
Un grado (o gon) se definía como la centésima parte de un cuadrante, formando el círculo completo 400 grados. Las fracciones del grado utilizan los prefijos métricos normales, por lo tanto, un grado centígrado era equivalente a 1/100 de un cuadrante.
Su adopción por la comunidad cartográfica era suficiente para justificar una mención en el Lexicographia-neologica Gallica en 1801 y su uso ha sido continuo en los mapas militares a lo largo del siglo XIX y en el siglo XX. Al parecer no se ha utilizado regularmente fuera de la cartografía. El centígrado, como una medida angular, fue aprobado para uso general en una serie de países, por lo que en 1948 la Conferencia general de Pesos y Medidas (CGPM) recomendó que el grado centígrado, que era utilizado para la medición de la temperatura, cambiara el nombre por grado celsius. La publicación del SI (de 2006) señala que el gon es ahora una alternativa poco usada en el mundo de la medida.: 124 

### Proyecto de sistema métrico (1795)

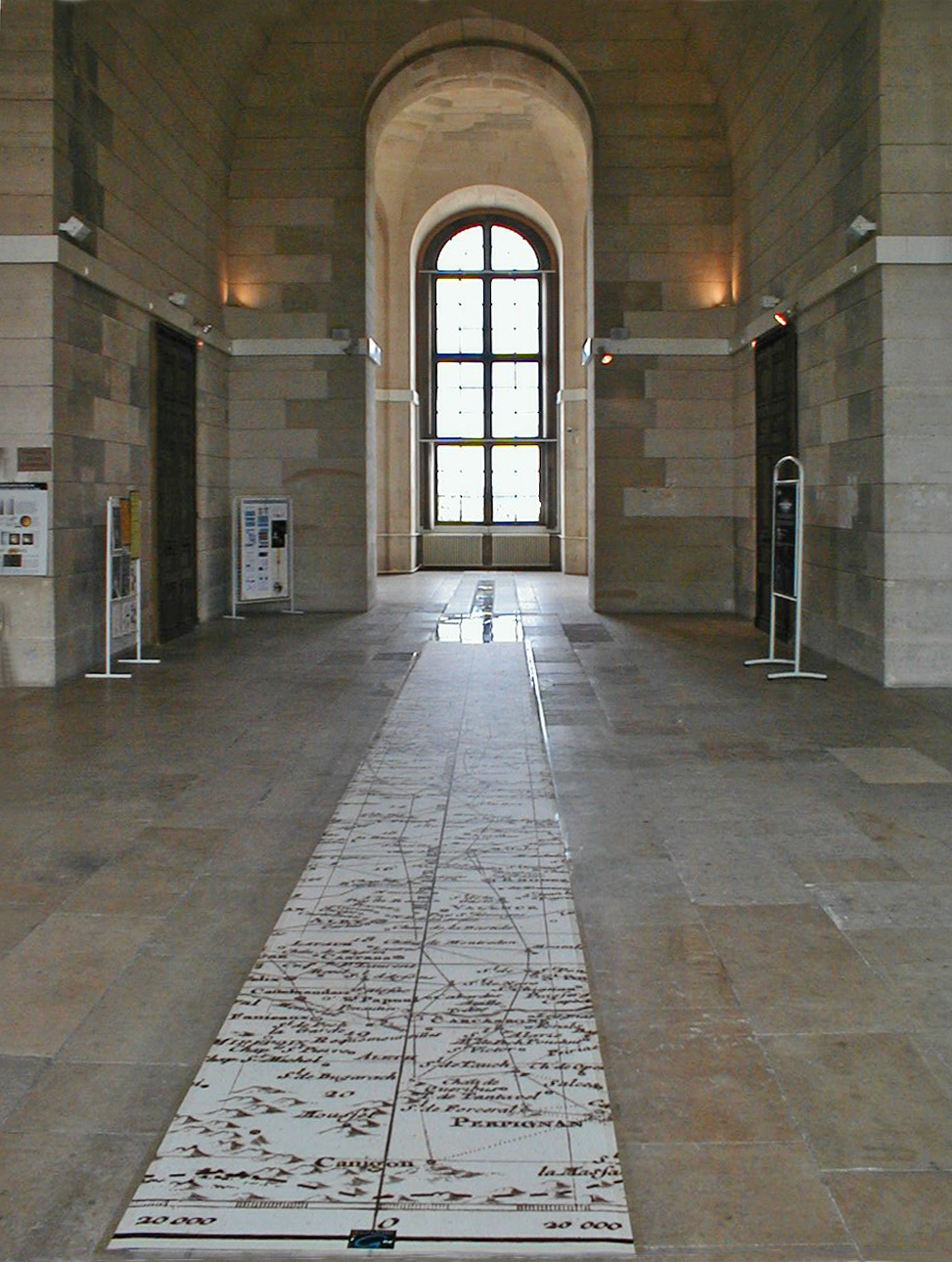
El meridiano de París, que pasa por el Observatorio de París. El metro se definió a lo largo de este meridiano mediante una medición que se extendió desde Dunkerque a Barcelona.

En Francia, el sistema métrico tiene una base jurídica en 1795 con el gobierno revolucionario francés. El artículo 5 de la Ley de 18 de Germinal, año III (7 de abril de 1795) define seis nuevas unidades decimales. Las unidades y sus valores preliminares fueron:
- El metro, para la longitud - definido como una diezmillonésima parte de la distancia entre el Polo Norte y el ecuador en el meridiano que pasa por París.
- El kilogramo (antes el grave) para el peso, equivalente al peso de un volumen de un decímetro cúbico de agua de lluvia a 4 °C.
- El área (10×10 m = 100 m²) para superficie.[Nota 5]
- El estéreo (1 m³) para volumen de sólidos.
- El litro (1 dm³) para el volumen de líquidos.[Nota 6]
- El franco, para la moneda.

Los múltiplos decimales de estas unidades fueron definidos por los prefijos griegos: "miria-" (10.000), "kilo-" (1000), "hecto-" (100) y "deca-" (10), cuyos símbolos se expresaban con su inicial en mayúsculas, y los submúltiplos fueron definidos por los prefijos latinos "deci-" (0,1), "centi-" (0,01) y "mili" (0,001), y sus símbolos, en minúsculas. Usando la medición de Cassini en 1744, se asignó al metro un valor provisional de 443,44 líneas, el cual, a su vez, define las otras unidades de medida.
El valor final del metro se definió en 1799 cuando Delambre y Méchain presentaron los resultados de su medición entre Dunkerque y Barcelona, que fijó la longitud del metro en 443,296 líneas. La ley del 19 de Frimario del Año VIII (10 de diciembre de 1799) definió el metro en función de este valor y el kilogramo como 18 827,15 granos.

### Definición a partir del meridiano

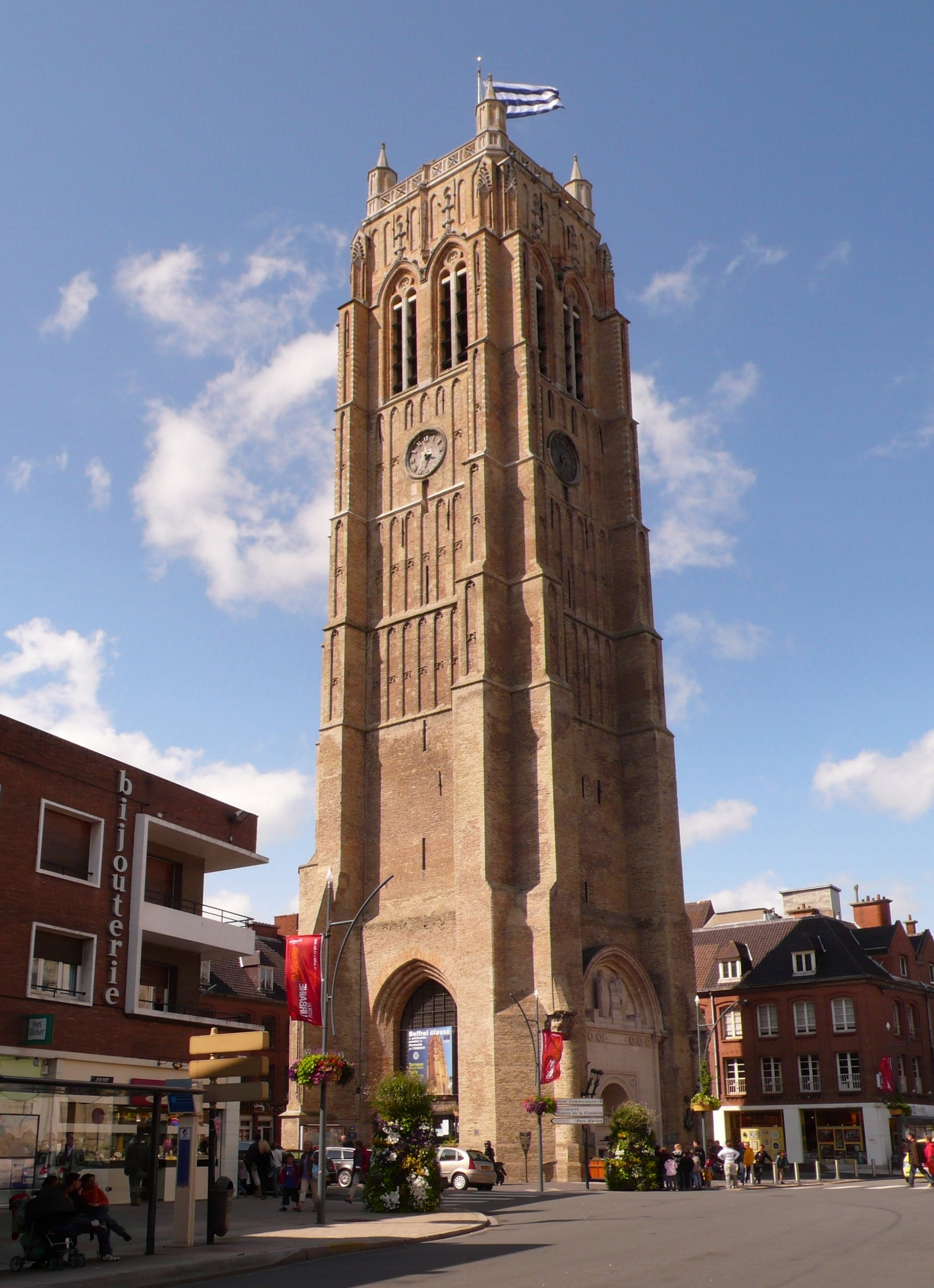
Campanario de Dunkerque, el extremo norte del arco del meridiano

La cuestión de la reforma del sistema de medidas en Francia se puso en las manos de la Academia de las Ciencias Francesa que designó una comisión presidida por Jean-Charles de Borda. Se podría decir que Borda era un fanático del sistema decimal. Había diseñado un círculo de reflexión, un instrumento de medición que permitió una precisión mejorada en la medición de ángulos entre puntos de referencia, pero insistió en que se podía mejorar el calibre con grados centesimales (1/100 de un cuarto de círculo) en lugar de grados sexagesimales, con 100 minutos cada grado y 100 segundos cada minuto. El instrumento fue fabricado por Etienne Lenoir. Para Borda, el péndulo de segundo era una mala elección para una normalización, ya que se abandonaría el segundo (sexagesimal) como unidad de tiempo: estaba convencido de que se impondría el nuevo sistema de 10 horas al día, 100 minutos cada hora y 100 segundos cada minuto.
Por estas razones, la comisión -entre cuyos miembros se incluía a Lagrange, a Laplace, a Monge y a Condorcet- decidió que la nueva medida debía ser igual a la diezmillonésima parte de la distancia desde el polo norte al ecuador (un cuadrante de la circunferencia de la Tierra), medida a lo largo del meridiano que pasa por París. Aparte de las consideraciones nacionalistas obvias, el meridiano de París fue también una buena elección por razones científico-prácticas: esa parte del cuadrante entre Dunkerque y Barcelona (1000 km, o una décima parte del total) podría medirse entre puntos de inicio y final a nivel del mar, todo ello por tierra y la porción estaba más o menos en el centro del cuadrante, donde se esperaba que los efectos del achatamiento de la Tierra fueran menos notables.

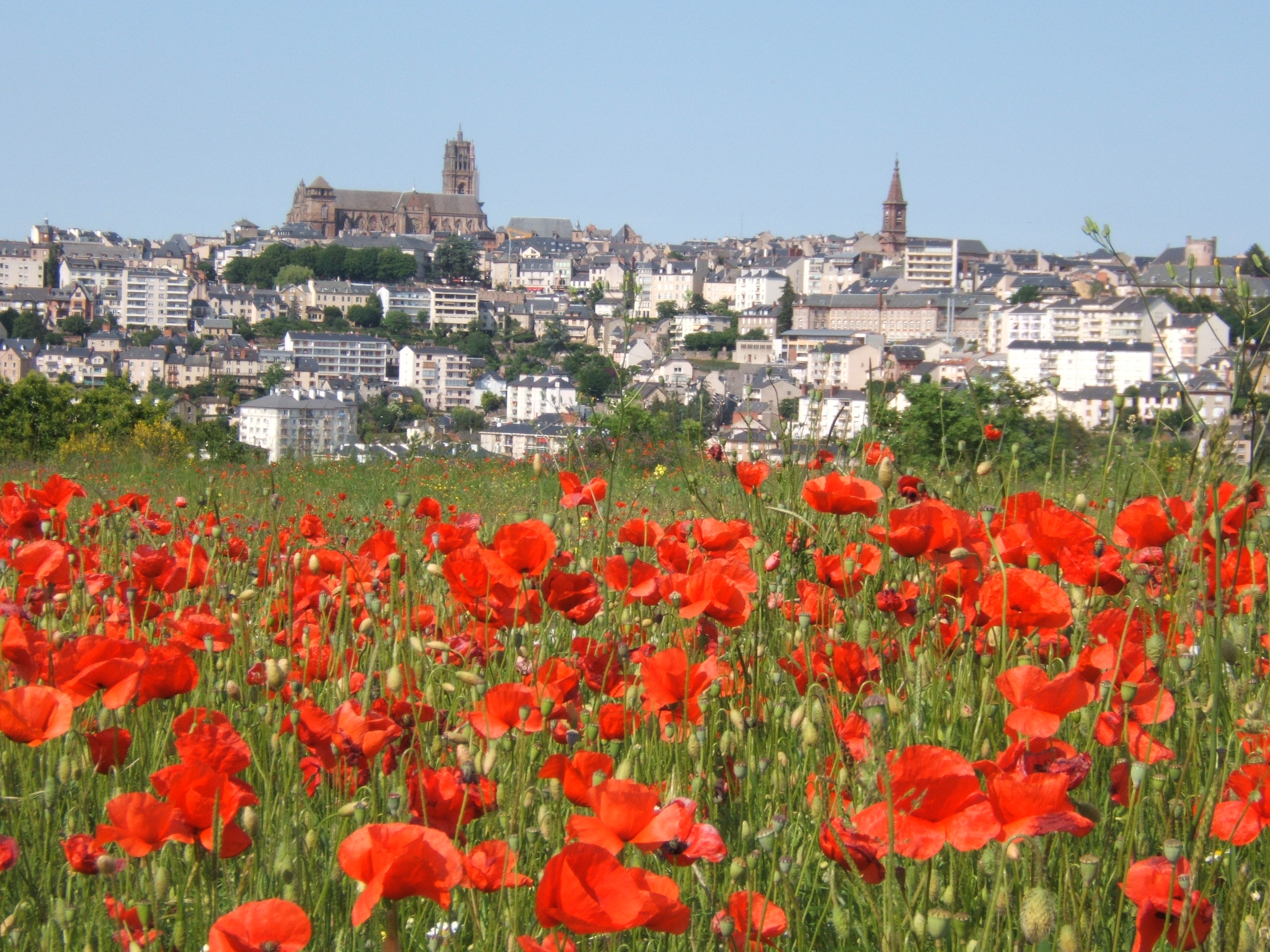
Las secciones norte y sur del levantamiento del meridiano se conectaron en la catedral de Rodez, vista aquí a la izquierda sobre el horizonte Rodez

La tarea de la medición del arco del meridiano, autorizada inicialmente por Luis XVI: 21–33  y que se estimó que duraría dos años, recayó sobre Pierre Méchain y sobre Jean-Baptiste Delambre, ayudados por una comisión española, dirigida por Gabriel Ciscar. El trabajo duró más de seis años (1792-1798) con los retrasos causados no solo por las dificultades técnicas imprevistas, sino también por el convulso período que siguió a la Revolución. Mientras tanto, la Comisión calculó un valor provisional según las mediciones anteriores de 443,44 líneas.

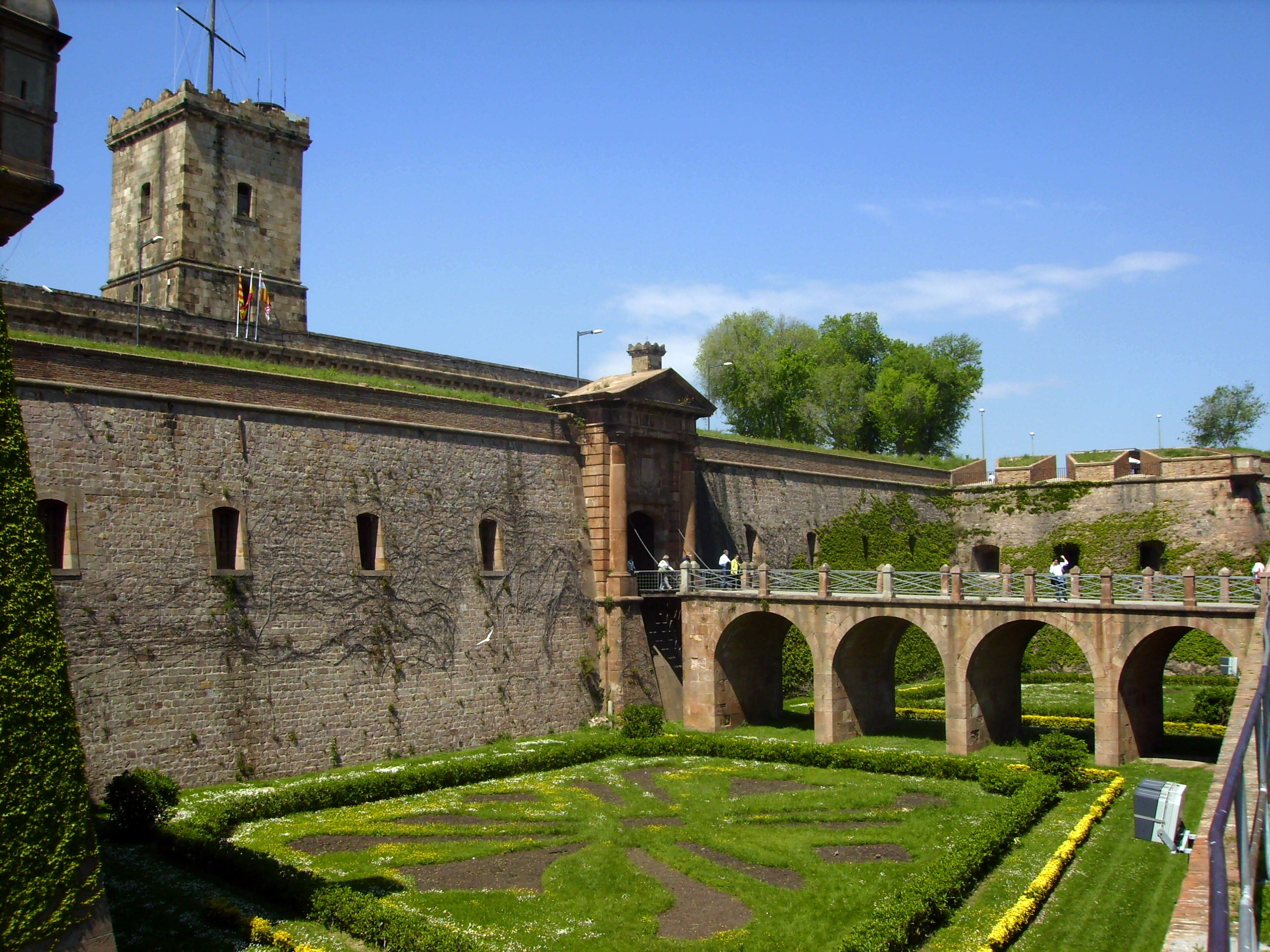
Castillo de Montjuic, extremo sur del arco del meridiano

El proyecto se dividió en dos partes -la parte norte de 742,7 kilómetros desde el campanario de Dunkerque, que fue estudiada por Delambre- y la sección sur de 333,0 km de Rodez a la fortaleza de Montjuïc, Barcelona, que fue estudiada por Méchain.: 227–230 
Delambre utilizó una distancia de referencia de aproximadamente 10 km de longitud a lo largo de un camino recto, situado cerca de Melun. En una operación que duró seis semanas, la distancia de base se midió con precisión por medio de cuatro varas de platino, cada una de dos toesas de longitud (aproximadamente 3,898 m).: 227–230  A partir de entonces se utilizaron, siempre que fue posible, los puntos de triangulación empleados por César Cassini en su medición de Francia de 1744. La distancia de referencia de Méchain, de una longitud similar y también en un tramo recto de carretera, estaba en la zona de Perpiñán.: 240–241 
Aunque el sector de Méchain tenía la mitad de la longitud que el de Delambre, éste incluía los Pirineos y las partes hasta entonces no estudiadas de España. Cuando los dos inspectores se reunieron, cada uno calculó la línea de base del otro para poder comparar sus resultados y luego se recalculó el metro. Su resultado fue de 443,296 líneas, 0,144 menos que el valor provisional, una diferencia de aproximadamente un 0,03%.

### Patrón del metro
Mientras Méchain y Delambre realizaban la medición, la Comisión había ordenado una serie de barras de platino necesarias para tomar decisiones basadas en una medida provisional. Cuando se conoció el resultado final, se seleccionó la barra cuya longitud fuese la más cercana a la definición meridianal del metro y se guardó en los Archivos Nacionales de Francia el 22 de junio de 1799 como registro permanente de los resultados. Este metro se convirtió en el conocido como patrón del metro o metro patrón.
El sistema métrico decimal, que es el sistema de unidades basado en el metro, fue adoptado oficialmente en Francia el 10 de diciembre de 1799 (19 de frimario del año VIII) y se convirtió en el único sistema legal de pesas y medidas desde 1801.
Pronto se hizo evidente que el resultado de Méchain y Delambre fue un poco estrecho para la definición del metro como fracción del meridiano. Arago y Biot ampliaron el estudio hasta la isla de Formentera (Baleares) en el Mar Mediterráneo en 1806-1809, y se encontró que la diezmillonésima parte del cuadrante de la Tierra debería ser de 443,31 líneas. Poco después se aumentó el valor a 443,39 líneas. El valor moderno, para el esferoide de referencia WGS 84, es de 1.000 196 57 m o 443,383 08 líneas.
Sin embargo, el patrón metro se mantuvo como norma jurídica y práctica para la medida en Francia, incluso cuando se supo que no correspondía exactamente a la fracción del meridiano. Como se supuso que cada nueva medición podría encontrar valores diferentes, dada la mejora de los instrumentos de medición, cuando en 1867 se propuso la creación de una nueva unidad internacional, la longitud se mantuvo en la del metro patrón anterior.

### Patrón del kilogramo
El 7 de abril de 1795, se definió el patrón en que se basaba el gramo, y se decretó que fuera igual a "el peso absoluto de un volumen de agua contenido en un cubo de un centímetro de arista, y a la temperatura de la fusión del hielo". A pesar de que esta era la definición del gramo, en la industria y el comercio se requería una "realización práctica" de una pieza de referencia normalizada metálica y que debía ser mil veces más masivo; lo que entonces se conoció como grave. Esta unidad de peso, cuyo nombre se deriva de la palabra "gravedad", definido por Lavoisier y René Just Haüy había estado en uso desde 1793. Aunque la definición del grave especificaba el agua a 0 °C -un punto de temperatura altamente estable- los científicos encargados de la fabricación del nuevo artefacto práctico eligieron para definir el patrón y realizar sus mediciones que la densidad fuera más estable; la temperatura a la cual el agua alcanza la máxima densidad, que se fijó en ese momento a 4 °C. Llegaron a la conclusión de que un decímetro cúbico de agua a su máxima densidad era igual al 99,92072%. Cuatro años después, en 1799, se fabricó un patrón para todos los artefactos de platino, copias del "kilogramo patrón", con el objetivo de que fuera igual a la masa de decímetro cúbico del agua a 4 °C. El kilogramo se define como igual a la masa del kilogramo patrón y este patrón se mantuvo durante los siguientes noventa años.
Teniendo en cuenta que el nuevo sistema métrico no entró en vigor en Francia hasta después de la Revolución Francesa, cuando el nuevo gobierno revolucionario adoptó la idea del sistema métrico, por motivos políticos a la Asamblea no le gustó el nombre de grave, ya que parecía el título alemán aristócrata del Graf, un nombre alternativo para el título de conde que, al igual que otros títulos de la nobleza, era incompatible con la nueva noción de la república francesa de la igualdad, prefirió el gramo, ya definido como la milésima parte del grave. Era un problema muy complicado hacer un gramo-patrón, por pequeño, y esta es la razón "histórica" por la que una unidad básica incluye en su nombre el prefijo de un múltiplo.

### Otras unidades del sistema
Además de estas unidades, el sistema original tenía otras cuatro unidades:
- Unidad de volumen de líquidos: el litro, equivalente a un decímetro cúbico (1 dm³) .
- Unidad de volumen de sólidos: el estéreo, igual a un cubo de un metro de lado (1 m³).[Nota 11]
- Unidad de superficie: el área, equivalente a un cuadrado de diez metros de lado (1 dam²).[Nota 12]
- Además, se introdujo en Francia una nueva moneda nacional, el franco, equivalente a 4,5 g de plata fina, que también era decimal (dividido en cien céntimos).

## Adopción de los pesos y medidas métricas
Durante el siglo XIX el sistema métrico decimal de pesos y medidas demostró un compromiso político conveniente durante los procesos de unificación de los Países Bajos, Alemania e Italia. En 1814, Portugal se convirtió en el primer país no perteneciente al imperio francés en adoptar oficialmente el sistema métrico. España encontró conveniente en 1858 seguir el ejemplo francés y en la década siguiente Iberoamérica también había adoptado el sistema métrico decimal. Hubo una considerable resistencia en la conversión al sistema métrico en el Reino Unido y en los Estados Unidos, aunque una vez que el Reino Unido anunció su programa de conversión al sistema métrico, en 1965, otros países hicieron lo mismo.

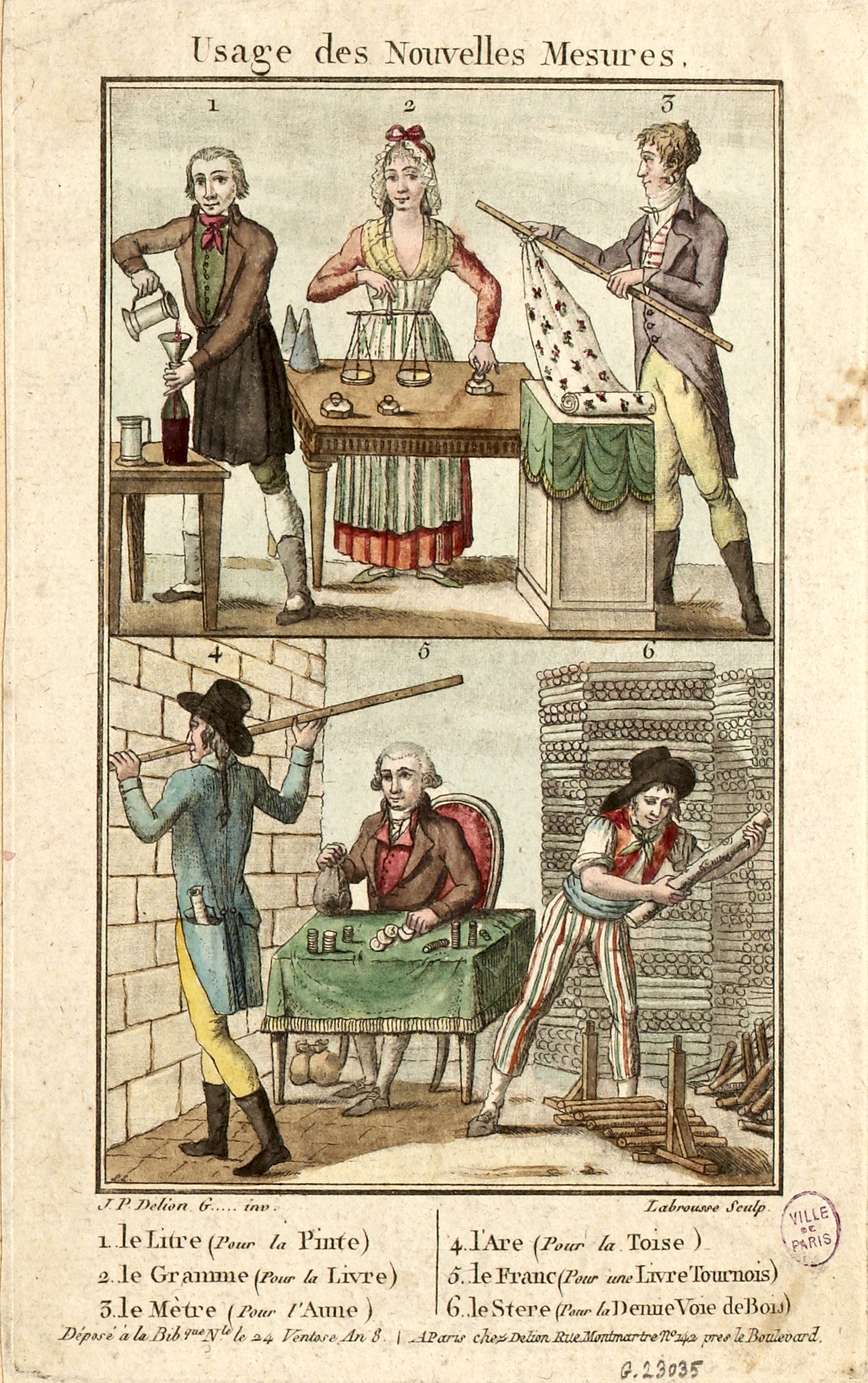
Grabado en madera, de 1800, mostrando las nuevas unidades decimales que fueron las legales en Francia desde el 4 de noviembre de 1800.

### Francia

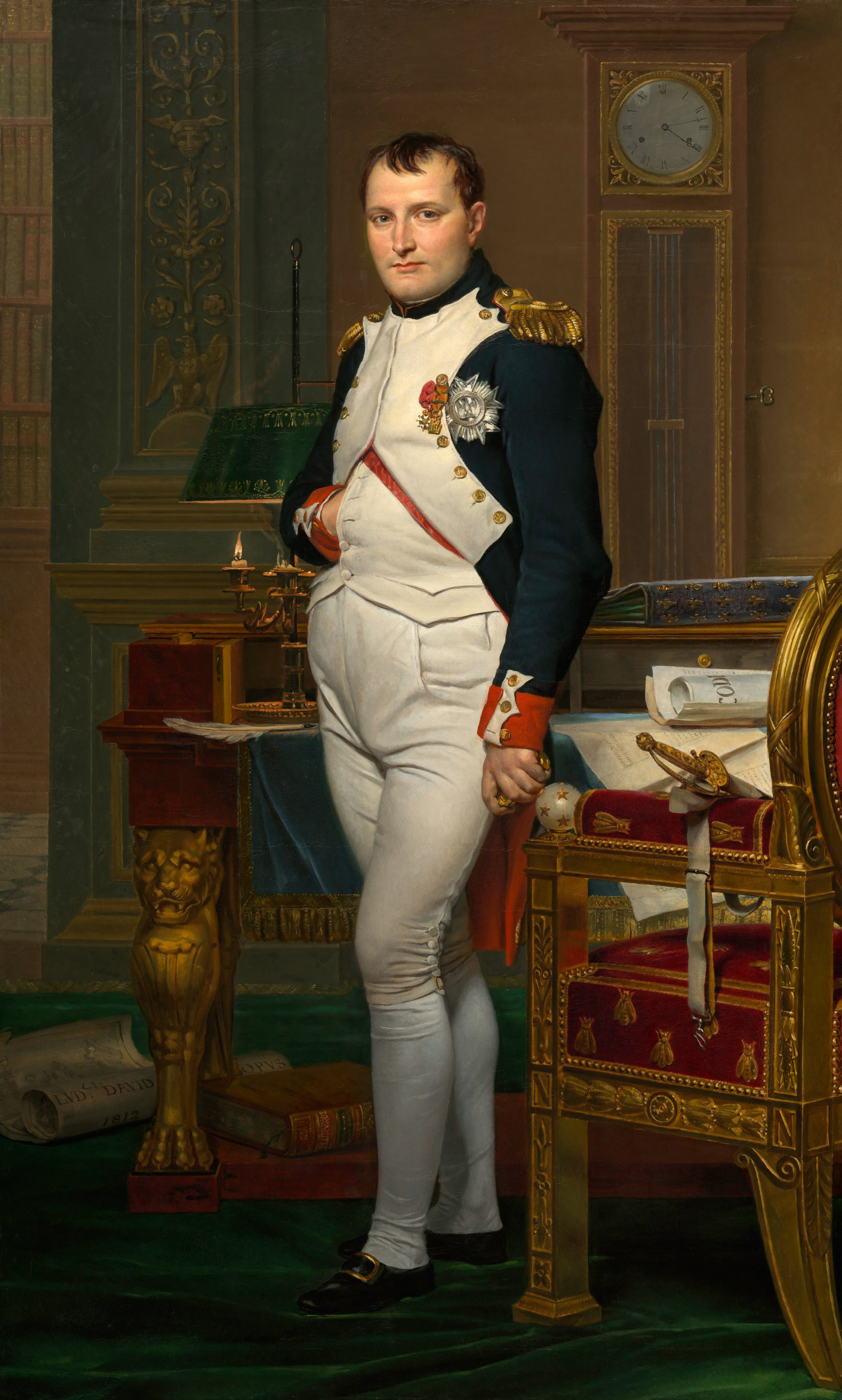
Napoleón Bonaparte

La introducción del sistema métrico en Francia en 1795 se llevó a cabo de distrito en distrito siendo París el primer distrito, pero para lo que es normal ahora, la transición estuvo mal planeada. Aunque se distribuyeron miles de octavillas, la Oficina de Pesos y Medidas que supervisó la introducción, subestimó el trabajo que esto implicaba. Solo para París se necesitaban unas 50.000 barras de madera de un metro; sin embargo, un mes después de que el metro se convirtiera en la única unidad jurídica de la medición, solo se disponía de 25.000 unidades en los comercios.: 269  Esto, combinado con otros excesos de la Revolución y el alto nivel de analfabetismo, hizo el sistema métrico impopular.
El propio Napoleón ridiculizó el sistema métrico, pero como un administrador capaz que era, reconoció el valor de una base sólida para un sistema de medida y bajo el décret impérial du 12 février du 1812 (decreto imperial del 12 de febrero de 1812), impuso un nuevo sistema de medida -la de mesures usuelles o "medidas habituales"- para uso en los pequeños comercios minoristas; pero el gobierno, obras jurídicas y similares todavía tenían que usar el sistema métrico y continuó siendo enseñado en todos los niveles de la educación. En el decreto, se reintrodujeron los nombres de muchas unidades utilizadas durante el antiguo régimen, pero fueron redefinidas en términos de unidades métricas. Así, la toise (toesa) se redefine como dos metros, con seis pied (pies) cada toesa, doce pouce (pulgadas) que constituyen un pied y doce líneas que componían una pouce. Asimismo, la livre (libra) se definió como 500 gramos.
Luis Felipe I por medio de la Loi du 4 juillet du 1837 (ley de 4 de julio de 1837) revocó de manera efectiva el uso de las mesures uselles reafirmando las normas de medida de 1799. Sin embargo, muchas unidades de medida, como la libra (de medio kilogramo), se mantuvo en uso coloquial durante muchos años.

### Sistema métrico portugués
En agosto de 1814, Portugal adoptó oficialmente el sistema métrico, pero con los nombres de las unidades sustituidas por las traducciones portuguesas. En este sistema las unidades básicas eran la mão-travessa (mano) = 1 decímetro (10 mão-travessa = 1 vara = 1 metro), el canada = 1 litro y la libra (libra) = 1 kilogramo.

### El sistema métrico holandés
Los Países Bajos utilizó por primera vez el sistema métrico en 1812 y luego, en el marco del Real Decreto de 27 de marzo de 1817 (Koningklijk besluit van den 27 Maart 1817), el reino recién formado de los Países Bajos abandonó las medidas usuales a favor del sistema métrico "holandés" en que se dio a las unidades métricas los nombres de las unidades de medida que entonces estaban en uso. Los ejemplos incluyen que el centímetro se llamó duin (dedo) o la ons (onza) fue redefinida como 100 gramos.

### El Zollverein alemán

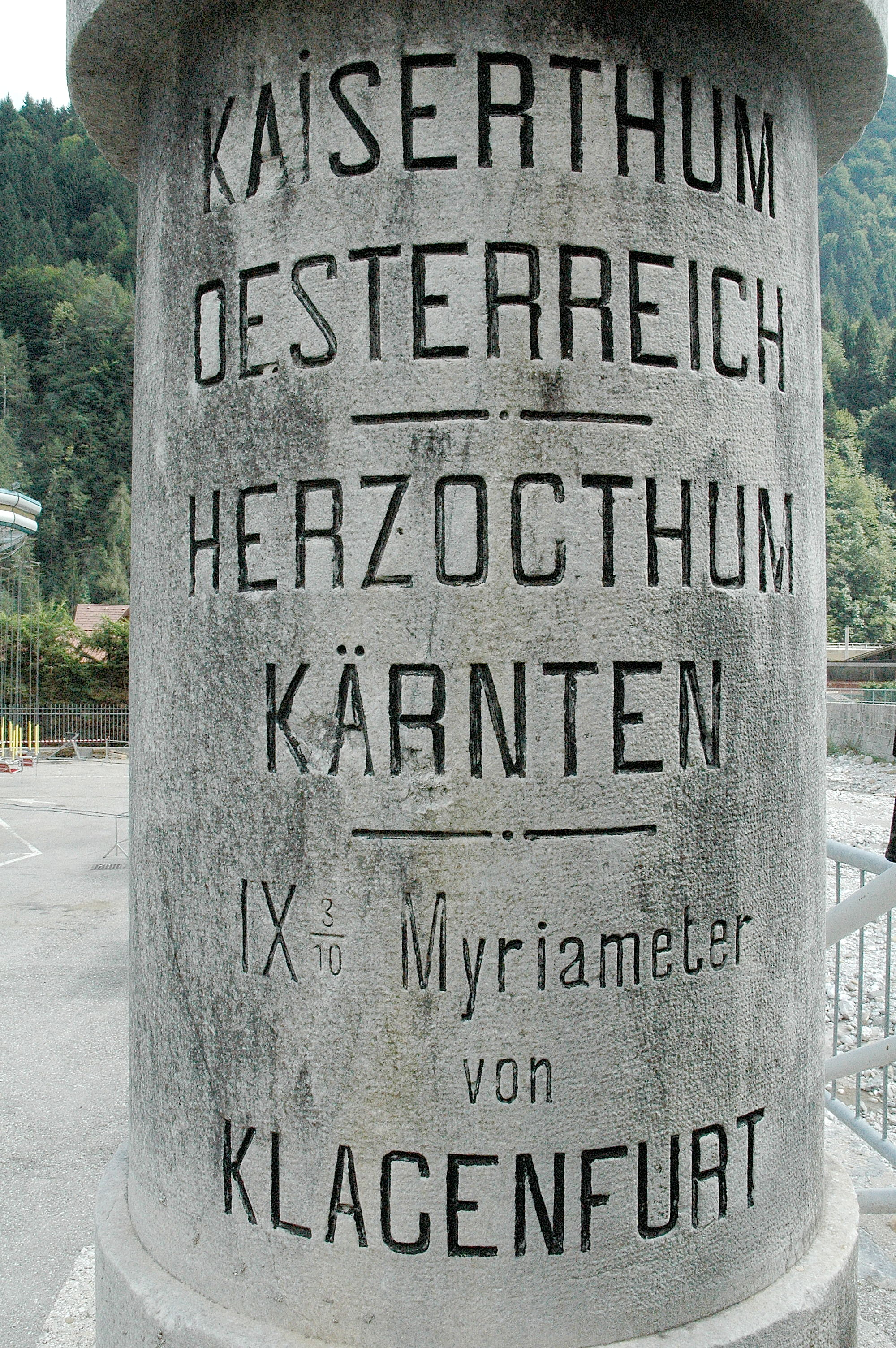
Piedra que marca la frontera austrohúngara / italiano en Pontebba (10 km), una unidad utilizada en Europa Central en el siglo XIX.

Con el estallido de la Revolución Francesa, gran parte de la actual Alemania y Austria formaban parte del Sacro Imperio Romano, que se había convertido en una federación de reinos, principados, ciudades libres, obispados y otros feudos, cada uno con su propio sistema de medición, aunque en la mayoría de los casos tales sistemas derivaban de forma bastante libre del sistema Carolino instituido por Carlomagno mil años antes.
Durante la época napoleónica, hubo un movimiento entre algunos de los estados alemanes para reformar sus sistemas de medición utilizando el metro prototipo y kilogramo como la base de las nuevas unidades. Baden, en 1810, por ejemplo, redefinió el Ruthe (vara) como 3.0 m con exactitud y define las subunidades de la Ruthe como 1 Ruthe = 10 Fuß (pies) = 100 Zoll (pulgadas) = 1.000 Linie (líneas) = 10.000 Punkt (puntos), mientras que la Pfund (libra) se definió como 500 g, divididos en 30 Loth, cada una de 16,67 g. Baviera, en su reforma de 1811, cambió la Bavarian Pfund de 561,288 g a 560 g exactamente, que se divide en 32 de Loth, cada uno de 17,5 g, mientras que la Pfund prusiana se mantuvo en 467.711 g.
Tras el Congreso de Viena había un grado de cooperación comercial entre los distintos estados alemanes que acabó en el establecimiento de la unión aduanera alemana (Zollverein). Había sin embargo, todavía muchas barreras al comercio hasta que Baviera tomó la iniciativa de crear el Código de Comercio Alemán general en 1856. Como parte del código de la Zollverein introducir el Zollpfund (libra de Aduanas), que se define exactamente como 500 g, y que podría dividirse en 30 'lot'. Esta unidad se utilizó para el movimiento interestatal de bienes, pero no se aplicó en todos los estados para uso interno.
Aunque el Zollverein se derrumbó después de la guerra austro-prusiana de 1866, el sistema métrico se convirtió en el sistema oficial de medición en el Imperio alemán recién formado en 1872: 350  y de Austria en 1875. El Zollpfund dejó de ser legal en Alemania después de 1877.

### Italia

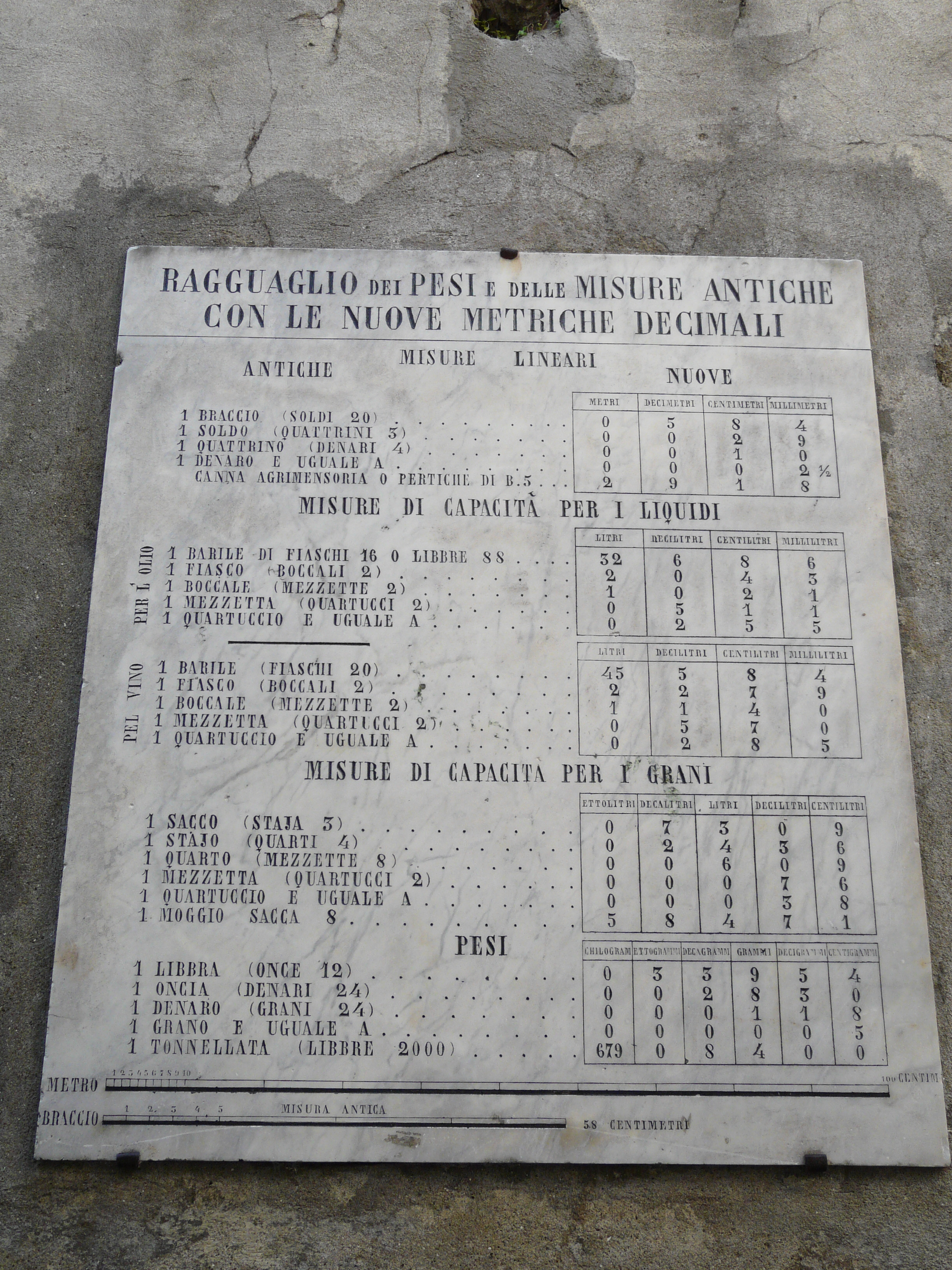
Tableta que muestra las conversiones de las antiguas unidades de pesos y medidas a unidades métricas; Vicopisano y Toscana

La República Cisalpina creada por Napoleón en 1797, en el norte de Italia, con capital en Milán adoptó inicialmente una forma modificada del sistema métrico basado en el braccio cisalpino (codo Cisalpino), que se define como la mitad de un metro. En 1802 la República Cisalpina se renombró como República Italiana, con Napoleón como su jefe de Estado. Al año siguiente, el sistema de medida Cisalpino fue sustituido por el sistema métrico.
En 1806, la República Italiana fue sustituida por el Reino de Italia con Napoleón como emperador. En 1812, toda Italia desde Roma hacia el norte, estaba bajo el control de Napoleón. Ya fuera como un departamento o como parte del Reino de Italia, el sistema métrico estaba en uso en todo ese territorio.
Después del Congreso de Viena, los diversos estados italianos volvieron a sus sistemas tradicionales de medida, pero en 1845 el Reino de Piamonte y Cerdeña aprobó leyes para introducir el sistema métrico en los siguientes cinco años. Antes de 1860, la mayor parte de Italia había sido unificada bajo el rey de Cerdeña Víctor Emmanuel II y en virtud de la Ley 132 de 28 de julio de 1861, el sistema métrico se convirtió en el sistema oficial de medidas en todo el reino. Las Tavole di ragguaglio (tablas de conversión) se exhibieron en los comercios a partir del 31 de diciembre de 1870.

### España
En España, Felipe II, en junio de 1568, hizo un importante intento para unificar las medidas y dictó una orden para que se reconociera como vara castellana la de Burgos, y con ese valor llegó a las Indias occidentales españolas y se han mantenido hasta hace poco, pero lo cierto es que no las impuso en el resto de sus reinos, ni siquiera en los peninsulares. Hasta la llegada de la dinastía borbónica en 1700, casi todos los reinos de España conservaron sus propios sistemas de medidas. La nueva dinastía trató de centralizar el control y con ella el sistema de medidas. Hubo debates sobre la conveniencia de mantener las unidades castellanas de medida o cambiarlas, en aras de la armonización con el sistema francés. En 1746, Fernando VI ordenó el uso de la vara de Burgos, dado que 7 de sus pies equivalían a la toesa de París.
Cuando en Francia se implantó el sistema métrico, a pesar de que España se había implicado ayudando a Méchain en su medida del meridiano, el Gobierno temía el movimiento revolucionario francés y pensaba que el mantenimiento de las unidades de medida de Castilla contrarrestaría estos movimientos. Sin embargo, con el paso del tiempo se veía cada vez más complicado mantener el sistema antiguo y en 1849 el sistema métrico se convirtió en el sistema legal de medida en España. Como en otros países, hasta bien entrado el siglo XX, se mantuvieron medidas del antiguo sistema, como el cuartillo (cuarta parte de un azumbre), que en su origen era casi exactamente medio litro. Todavía se usan la tonelada, que antiguamente era de 920,16 kg y ahora, como tonelada métrica, 1.000 kg, y el quintal, antes 46,008 kg y ahora, como quintal métrico, 100 kg.

### Reino Unido y la Mancomunidad
En 1824, la ley de los Pesos y Medidas, reconociendo las ventajas de la unificación, impuso un "sistema imperial" de pesos y medidas en el Imperio Británico. El efecto de esta ley fue normalizar las unidades de medida británicas existentes, siguiendo el ejemplo francés, pero manteniendo las unidades tradicionales.
Durante los siguientes ochenta años una serie de comités parlamentarios selectos recomendaron la adopción del sistema métrico cada uno con un mayor grado de urgencia. Un informe del Comité Selecto de 1862 recomendó un sistema métrico obligatorio, pero con una "fase permisiva Intermedia", el Parlamento respondió en 1864 mediante la legalización de las unidades métricas solo para 'los contratos y relaciones'. Inicialmente, el Reino Unido se negó a firmar el Tratado del Metro, pero terminó por adherirse al tratado en 1883. Entre tanto, los científicos británicos estaban a la vanguardia del movimiento de reconocimiento del sistema métrico. La Asociación británica para el Avance de la Ciencia promovió el sistema CGS de unidades como un sistema coherente: 109  y la firma británica de Johnson Matthey fue encargada por la CGPM en 1889 de fabricar los patrones internacionales del metro y del kilogramo.
En 1895, otro comité parlamentario recomendó la adopción obligatoria del sistema métrico después de un período de permisividad de dos años, la Ley de 1897 de Pesos y Medidas legalizó las unidades métricas para el comercio, pero no fueron obligatorias. Un proyecto de ley para hacer el sistema métrico obligatorio tuvo el fin de permitir que la base industrial británica luchara contra el desafío de la base alemana naciente pasando por la Cámara de los Lores en 1904, pero no fue aprobada antes de la siguiente elección general. Por la oposición de la industria del algodón de Lancashire, un proyecto de ley similar fue derrotado en 1907 en la Cámara de los Lores por 150 votos a 118.
En 1965, Gran Bretaña inició un programa oficial de implantación del sistema métrico que en 2012 no se había completado; por ejemplo, el 15 de febrero de 1971 la libra esterlina se decimalizó haciendo que una libra tuviera 100 peniques, en vez de los 20 chelines o 240 peniques en que se dividía hasta entonces. El programa de conversión al sistema métrico británico marcó el inicio de los programas de conversión al sistema métrico en otras partes de la Comunidad, aunque la India había iniciado su programa antes de 1959, seis años antes de que el Reino Unido. Sudáfrica (no era miembro de la mancomunidad en ese entonces) estableció un Consejo Asesor del Sistema Métrico en 1967, Nueva Zelanda estableció su Consejo métrico en 1969, Australia aprobó la Ley de conversión métrica en 1970 y Canadá designó una Comisión del sistema métrico en 1971. El sistema métrico se implantó esencialmente en Australia, Nueva Zelanda y Sudáfrica, mientras que la implantación del sistema métrico en la India y Canadá no se ha completado aún. Además, el lakh y millones de rupias todavía se usan ampliamente por la India. La mayoría de los otros países de la Mancomunidad adoptaron el sistema métrico durante la década de 1970.

### Estados Unidos
El gobierno de los Estados Unidos adquirió copias del metro y kilogramo francés con fines de referencia en 1805 y 1820 respectivamente. En 1866, el Congreso de Estados Unidos aprobó una ley permitiendo que sea lícito usar el sistema métrico en los Estados Unidos. El proyecto de ley, que fue permisivo en lugar de obligatorio, define el sistema métrico en términos de unidades de uso común en lugar de con una referencia al prototipo del metro internacional y del kilogramo. : 10–13  En 1893, las normas de referencia para unidades habituales se habían vuelto poco confiables. Por otra parte, los Estados Unidos, siendo un signatario de la Convención del Metro, estaba en posesión de patrones del metro nacionales y del kilogramo que estaban calibrados. Esto condujo a la Orden de Mendenhall que redefinió las unidades del sistema anglosajón, haciendo referencia a los prototipos métricos nacionales, pero utiliza los factores de conversión de la Ley de 1866.: 16–20  En 1896, fue presentado al Congreso un proyecto de ley que haría que el sistema métrico obligatorio en los Estados Unidos. El proyecto no fue aprobado. Otros proyectos similares sufrieron un destino similar.

## Desarrollo de un sistema métrico coherente
Desde su creación, el sistema métrico fue diseñado de tal manera que las diferentes unidades de medida estuvieran vinculadas entre sí. Al comienzo del siglo XIX, la longitud, el peso, el tiempo y la temperatura fueron las únicas unidades entre las básicas que se definieron en términos de las normas formales. Los inicios de un sistema coherente comenzaron con las unidades de área y el volumen relacionadas con la unidad de longitud, aunque en ese entonces la ciencia no entendía los conceptos de unidades básicas y unidades derivadas, ni cuántas cantidades físicas estaban relacionados entre sí. Este concepto permitió a los sistemas térmicos, mecánicos, eléctricos y relativistas estar interrelacionados y se propuso formalmente por primera vez en 1861 la utilización de la longitud, el peso, y el tiempo como unidades básicas. La ausencia de una unidad básica eléctrica dio como resultado un número de diferentes sistemas eléctricos que fueron desarrollados en la segunda mitad del siglo XIX. La necesidad de una unidad de este tipo para resolver estos problemas fue identificada por Giorgi en 1901. 
En 1832, Carl-Friedrich Gauss hizo las primeras mediciones absolutas del campo magnético de la Tierra usando un sistema decimal basado en el uso del milímetro, miligramo, y el segundo como la unidad básica de tiempo. En su estudio, también presentó sus resultados usando el centímetro y el gramo en lugar de milímetro y miligramo, utilizando también la línea de París y la libra de Berlín, en lugar del milímetro y el miligramo.

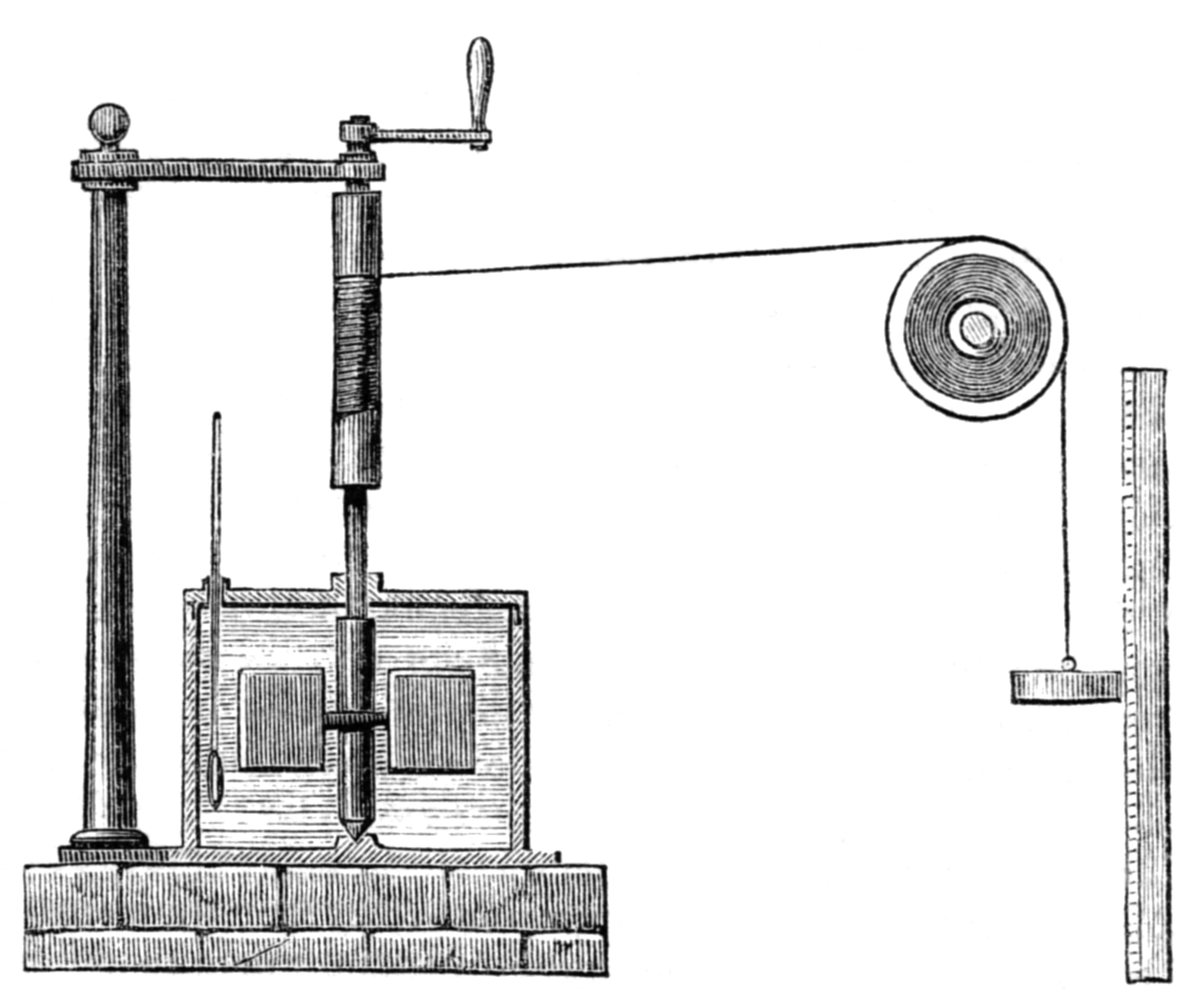
El aparato de Joule para medir el equivalente mecánico del calor. A medida que el peso desciende, la energía potencial se transfiere al agua, calentándola.

En un artículo publicado en 1843, James Prescott Joule ideó por primera vez un medio para medir la energía transferida entre diferentes sistemas cuando se hace un trabajo, relacionando de este modo la caloría de Nicolás Clément, definida en 1824, con el trabajo mecánico. La energía se convirtió en el concepto unificador de la ciencia del siglo XIX, por unir inicialmente la termodinámica y la mecánica y luego añadir la tecnología eléctrica y la física relativista que conducen a la ecuación de Einstein, {\displaystyle E=mc^{2}}. La unidad CGS de la energía fue el "ergio", mientras que la unidad del SI de la energía fue nombrado "joule" en honor a Joule.
En 1861, un comité de la Asociación Británica para el Avance de la Ciencia (BAAS), entre ellos William Thomson (más tarde Lord Kelvin), James Clerk Maxwell y Joule entre sus miembros se aplicaron a la tarea de investigar las "Normas de Resistencia Eléctrica". En su primer informe (1862) expusieron las reglas básicas de su trabajo: se iba a utilizar el sistema métrico, las medidas de energía eléctrica debían tener las mismas unidades que las medidas de energía mecánica y tendrían que derivarse dos conjuntos de unidades electromagnéticas -un sistema electromagnético y un sistema electrostático-. En el segundo informe (1863) introdujeron el concepto de un sistema coherente de unidades en las cuales se identificaron las unidades de longitud, peso y tiempo como "unidades fundamentales" (ahora conocidas como unidades básicas). Todas las otras unidades de medida se podrían derivar de ahí (por lo tanto unidades derivadas) de estas unidades básicas. Se eligieron como unidades básicas el centímetro, el gramo y el segundo.
En 1873, otro comité de la BAAS, que también contó con Maxwell y Thomson entre sus miembros, tuvo la tarea de la "Selección y Nomenclatura de las unidades eléctricas y dinámicas" recomendando utilizar el sistema CGS de unidades. El comité también recomendó los nombres de "dina" y "ergio" para las unidades CGS de fuerza y energía. El sistema CGS se convirtió en la base para el trabajo científico durante los siguientes setenta años.

### Las unidades eléctricas
En la década de 1820, Georg Ohm formuló la ley que lleva su nombre, que relaciona la intensidad de una corriente eléctrica con la diferencia de potencial (voltaje) y con la resistencia. Durante las siguientes décadas, el establecimiento de un sistema coherente de unidades que incorporase la medición de fenómenos electromagnéticos y la ley de Ohm, estuvo plagado de problemas -se idearon al menos cuatro sistemas diferentes de unidades-. En los tres sistemas de CGS, las constantes {\displaystyle k_{e}} y {\displaystyle k_{m}} y consecuentemente {\displaystyle \epsilon _{0}} y {\displaystyle \mu _{0}} eran adimensionales.
Sistema electromagnético de unidades (UEM)
El sistema electromagnético de unidades (UEM) fue desarrollado a partir del descubrimiento de André-Marie Ampère en la década de 1820 de la relación de la fuerza que ejercen entre sí dos conductores de corriente paralelos. Esta relación se conoce ahora como la ley de Ampere que se puede escribir:

{\displaystyle {\frac {F_{\mathrm {m} }}{L}}=2k_{\mathrm {m} }{\frac {I_{1}I_{2}}{r}}} donde {\displaystyle k_{\mathrm {m} }={\frac {\mu _{0}}{4\pi }}\ } (unidades de SI)
En 1833, Gauss señaló la posibilidad de equiparar esta fuerza con su equivalente mecánico. Esta propuesta recibió apoyo de Wilhelm Weber en 1851. El sistema electromagnético (o absoluto) de las unidades era uno de los dos sistemas de unidades identificadas en el informe de 1862 de BAAS y se definió en el informe de 1873. En este sistema, la corriente se define mediante el establecimiento de la constante de fuerza magnética {\displaystyle k_{\mathrm {m} }} como la unidad y la diferencia de potencial se definen de una manera determinada para asegurar que la unidad de potencia calculada por la relación {\displaystyle P=VI} es idéntica a la unidad de potencia requerida para mover un gramo de masa a una distancia de un centímetro en un segundo cuando hay una oposición de una fuerza de una dina. Las unidades electromagnéticas de medida se conocen como el abamperio, la abvoltio, abculombio y así sucesivamente.
Sistema electrostático de unidades (UES)
El sistema electrostático de unidades (UES) estaba basado en el descubrimiento de Coulomb en 1783 entre la relación de la fuerza ejercida entre dos cuerpos cargados. Esta relación, ahora conocida como la ley de Coulomb se puede escribir así:

{\displaystyle F_{\mathrm {e} }=k_{\mathrm {e} }{\frac {q_{1}q_{2}}{r^{2}}}} donde {\displaystyle k_{\mathrm {e} }={\frac {1}{4\pi \epsilon _{0}}}} (unidades de SI)
El sistema electrostático fue el segundo de los dos sistemas de unidades identificadas en el informe de 1862 de BAAS y definidos en el informe de 1873. En esta unidad del sistema de carga se define mediante el establecimiento de la constante de fuerza de Coulomb ({\displaystyle k_{\mathrm {e} }}) como la unidad y la unidad de diferencia potencial que se definía para garantizar la unidad de energía calculada por la relación {\displaystyle E=QV} es un ergio. Las unidades de medida electrostáticas se conocen ahora como el estatampere, el estavoltio, el estatculombio y así sucesivamente.
Sistema de unidades de Gauss
El sistema de unidades de Gauss se basó en el trabajo de Heinrich Hertz, hecho en 1888 mientras que las ecuaciones de Maxwell estaban en verificación, según la cual el sistema CGS de unidades electromagnéticas estaba relacionado con el sistema CGS de unidades electrostáticas por la relación:

{\displaystyle c^{2}={\frac {1}{\epsilon _{0}\mu _{0}}}}
Usando esta relación, propuso la fusión de los sistemas UEM y la UES en un solo sistema utilizando las unidades de la UEM para magnitudes magnéticas (luego denominada Gauss y Maxwell) y unidades UES para otras. Llamó a ese conjunto combinado de unidades "unidades Gaussianas". Este conjunto de unidades ha sido reconocida como particularmente útil en la física teórica.: 128 
Sistema práctico de unidades
Las unidades CGS de medida usadas en el trabajo científico no eran prácticas cuando se utilizaban en ingeniería que requería el desarrollo de un sistema práctico de unidades eléctricas. En el momento en que se propuso este sistema de unidades, la dimensión de la resistencia eléctrica estaba definida en el sistema de la UEM como la relación L/T y en el sistema de UES como su inversa -T/L.
La unidad de longitud adoptada para el sistema práctico era 107 m (aproximadamente la longitud del cuadrante de la Tierra), la unidad de tiempo era el segundo, la unidad de masa era una unidad sin nombre igual a 10−11 g y las definiciones de unidades eléctricas se hacían basándose en las del sistema de UEM. Los nombres, pero no los valores, amp, voltio, ohmios y faradio se traspasaron al sistema de la UEM. El sistema se adoptó en el primer Congreso Eléctrico Internacional (IEC) en 1881. El segundo congreso IEC (1889) definió el julio y el watt (vatio) como unidades prácticas de energía y potencia, respectivamente. Estas unidades se establecieron como Sistema Internacional de Unidades Magnéticas y Eléctricas en el congreso de 1893 de la IEC en Chicago, donde se definieron formalmente voltios, amperios y ohmios. Las unidades del SI con estos nombres se aproximan mucho, pero no son idénticas a las "unidades prácticas".

### Un sistema coherente
Las unidades eléctricas de medida no encajan fácilmente en el sistema coherente utilizando la longitud, la masa y el tiempo como sus unidades básicas tal como se propone en el documento BAAS de 1861. Utilizando el análisis dimensional, las dimensiones del voltaje definidas por el sistema de unidades UES era idéntico a las dimensiones de la corriente tal como se define por el sistema de unidades UEM {\displaystyle M^{\frac {1}{2}}L^{\frac {1}{2}}T^{-1}} mientras que la resistencia tenía las mismas dimensiones que la velocidad en el sistema UEM de unidades, pero tenía las dimensiones de la inversa de la velocidad en el sistema UES de unidades.
Desde mediados de la década de 1890 en adelante, Giovanni Giorgi y Oliver Heaviside correspondían entre sí con respecto a estos resultados anómalos. Esto condujo a Giorgi a presentar una ponencia en el congreso de la Asociación Electro técnica Italiana (A.E.I), en octubre de 1901 en la que mostró que un sistema electro-mecánico coherente de unidades se puede obtener mediante la adición de una cuarta unidad básica de una naturaleza eléctrica a las tres unidades de base propuestas en el informe de 1861 de BAAS (amperios, voltios o ohmios). Esto le dio las constantes ke  y km dimensiones físicas y por lo tanto a las cantidades electromecánicas ε0 y µ0 se les dieron también dimensiones físicas. Su trabajo también reconoció el concepto unificador de que la energía concuerda con en el establecimiento de un sistema coherente, racional de unidades con el joule como unidad de energía y las unidades eléctricas en el sistema práctico de unidades restantes sin cambios.: 156 
En 1893, las definiciones del amperio y del ohmio por el IEC llevaron al julio a ser definido de acuerdo con las resoluciones del IEC siendo 0,02% más grande que el julio definido de acuerdo con los artefactos guardados por el BIPM. En 1908, el IEC prefijó las unidades de medida que se habían definido con la palabra, de ahí el "amperio internacional", "voltio internacional", etc.: 155–156  Pasaron más de treinta años hasta que el trabajo de Giorgi fuera aceptado en la práctica por el IEC. En 1946, el CIPM adoptó formalmente una definición del amperio basado en la definición original de la UEM y redefinió el ohmio en términos de otras unidades básicas. En 1960, las propuestas de Giorgi fueron adoptadas como base del Sistema Internacional de Unidades, el SI.: 109 

### Denominación de las unidades de medida
En 1861, Charles Bright y Latimer Clark propusieron los nombres de ohmio, voltio y faradio en honor a Georg Ohm, Alessandro Volta y Michael Faraday, respectivamente, para las unidades prácticas basadas en el centímetro-gramo-segundo en el sistema absoluto. Esto fue apoyado por Thomson (Lord Kelvin). Estos nombres se ampliaron posteriormente para su uso en el sistema práctico. La idea de nombrar unidades de medida con el nombre de científicos notables se empleó más tarde para otras unidades.

## Convención del metro

Sello de la Oficina Internacional de Pesos y Medidas (BIPM)

Al extenderse la adopción internacional del metro, los incumplimientos del metro patrón como norma se hicieron cada vez más evidentes. Países que adoptaron el metro como medida legal compraron barras normalizadas del metro intentando tener la misma longitud que el metro patrón, pero no había un modo sistemático de asegurar que los países estaban trabajando realmente con el mismo patrón. La definición meridianal, que había sido pensada para asegurar la reproducibilidad internacional, pronto se demostró tan poco viable que estaba prácticamente abandonada en favor de los artefactos normalizados, pero los patrones metro (y la mayoría de sus copias) eran "normas finales": tales normas (barras que son exactamente un metro de longitud) tienen tendencia a desgastarse con el uso, y se podría esperar que las diferentes barras patrón se desgastaran a diferentes ritmos.
La Conferencia Internacional de Geodesia en 1867 pidió la creación de un nuevo metro, un prototipo internacional que dispusiera de un sistema en el que las normas nacionales pudieran compararse con él. El prototipo internacional también sería un "estándar lineal", y así el metro se definiría como la distancia entre dos líneas marcadas en la barra, evitando así los problemas de desgaste de los extremos de las barras. El gobierno francés apoyó la creación de una Comisión Internacional del Metro, que se reunió en París en 1870 y nuevamente en 1872, con la participación de alrededor de una treintena de países.
El 20 de mayo de 1875, 17 estados firmaron un tratado internacional conocido como la Convention du Mètre (Convención del Metro). Este tratado creó las siguientes organizaciones para las actividades internacionales relativas a un sistema uniforme de las unidades de medida:
- Conférence générale des poids et mesures (CGPM o Conferencia General de Pesos y Medidas), conferencia intergubernamental de delegados oficiales de los países miembros y autoridad suprema de todas las acciones;
- Comité international des poids et mesures (CIPM o Comité Internacional de Pesas y Medidas), se compone de científicos y de metrólogos seleccionados, que prepara y ejecuta las decisiones de la CGPM y es responsable de la supervisión de la Oficina Internacional de Pesos y Medidas;
- Bureau international des poids et mesures (BIPM o Oficina Internacional de Pesos y Medidas), un laboratorio y centro internacional permanente de la metrología científica, actividades de las cuales incluyen el establecimiento de las normas y escalas de las principales magnitudes físicas básicas, el mantenimiento de las normas internacionales de prototipos y la supervisión de las comparaciones periódicas entre el prototipo internacional y las diversas normas nacionales.

Los prototipos internacionales del metro y del kilogramo se hicieron ambos de una aleación con un 90% platino y un 10% de iridio, que es extremadamente dura y que tiene buenas propiedades de conductividad eléctrica y térmica. El prototipo tenía una sección transversal en forma de X (sección Tresca) para reducir al mínimo los efectos de la tensión torsional durante las comparaciones de longitud y el prototipo del kilogramo era de forma cilíndrica. La firma londinense Johnson Matthey entregó 30 prototipos del metro y 40 prototipos del kilogramo. En la primera reunión de la CGPM en 1889 la barra N.º 6 y el cilindro N.º X se aceptaron como prototipos internacionales. El resto se guardó como copias de trabajo del BIPM o fueron distribuidos a los Estados miembros como prototipos nacionales.

## Siglo veinte

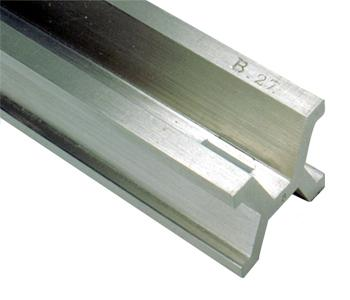
Metro patrón propiedad de EE. UU., que muestra el número de la barra (# 27), la sección transversal Tresca y una de las líneas

A principios del siglo XX, el BIPM tenía la custodia de los dos artefactos: uno que definía la longitud y la otro que definía el peso. Diversos organismos controlaban otras unidades de medida que no se basaban en objetos específicos. En el mundo científico, la teoría cuántica estaba en su infancia y Einstein aún tenía que publicar sus teorías de la relatividad. A finales del siglo, un sistema coherente de unidades estaba bajo el control de los organismos creados por el Tratado del Metro, la definición del segundo dependía de la teoría cuántica, la definición del metro se basaba en la teoría de la relatividad, y hubo planes para relegar el prototipo internacional del kilogramo a los archivos.

### El metro
La primera (y única) comparación de seguimiento de las normas nacionales con el prototipo del metro internacional se llevó a cabo entre 1921 y 1936, e indicó que la definición del metro se había mantenido con un margen de 0,2 micras. Durante esta comparación de seguimiento, la forma en que el prototipo del metro debía medirse se definió más claramente. En 1889 se había definido el metro como la longitud del prototipo sobre la base de la temperatura de fusión del hielo, pero en 1927 el séptimo CGPM amplió esta definición para especificar que el prototipo del metro se "compararía apoyado sobre dos cilindros de al menos un centímetro de diámetro, simétricamente colocados en el mismo plano horizontal a una distancia de 571 mm entre sí".: 142–43, 148  La elección de 571 mm representa los puntos de Airy del prototipo -los puntos en los que se reduce al mínimo la inclinación y flexión de la barra-.
En 1887 Michelson había propuesto el uso de interferómetros ópticos para la medición de la longitud, obra que contribuyó a que fuera galardonado con el Premio Nobel en 1907. En 1952 el CIPM propuso el uso de la longitud de onda de una fuente de luz específica como norma para la definición de la longitud y en 1960, la CGPM aceptó esta propuesta, utilizando la radiación correspondiente a la transición entre los niveles de energía especificados del átomo de kriptón 86 como la nueva norma para la medida. En 1975, cuando el segundo había sido definido en términos de un fenómeno físico, en lugar de la rotación de la tierra, y la afirmación de Einstein de que la velocidad de la luz era constante, la CGPM autorizó el CIPM para investigar el uso de la velocidad de la luz como base para la definición del metro. Esta propuesta fue aceptada en 1983.

### Kilogramo

Desvío de masa a lo largo del tiempo de los prototipos nacionales K21-K40, más dos copias hermanas de la IPK: K32 y K8 (41). Las anteriores son todas las mediciones relativas; no hay datos disponibles históricos de medición en la masa para determinar cuál de los prototipos ha sido más estable con respecto a una invariante de la naturaleza. Existe la clara posibilidad de que todos los prototipos ganasen masa en más de 100 años K21, K35, K40, y que el IPK simplemente ganó menos que los demás.

Aunque la definición del kilogramo se mantuvo sin cambios a lo largo del siglo XX, la 3.ª CGPM en 1901 aclaró que el kilogramo era una unidad de masa, no de peso. El lote original de 40 prototipos (aprobada en 1889) se amplió de vez en cuando con otros prototipos para uso de los nuevos firmantes de la Convención del Metro.
Durante el transcurso del siglo, los diversos prototipos nacionales del kilogramo fueron recalibrados frente al Kilogramo Patrón Internacional (IPK) y frente a cada uno. La compensación del valor inicial en 1889 de los prototipos nacionales en relación con el IPK y se anularon los cambios de masa posteriores que diferían en relación con el IPK. En 1946 se desarrolló una técnica de vapor para la limpieza de los prototipos que eliminaba cualquier contaminante como parte de la segunda recalibración.
La tercera recalibración periódica en 1988-1989 reveló que la diferencia promedio entre el IPK y la referencia ajustada de los prototipos nacionales fue de 50 mg (en 1889 la referencia de los prototipos nacionales habían sido ajustadas de manera que la diferencia fuera de cero). En la medida que el IPK se ha convertido en el kilogramo definitivo, no hay manera de saber si el IPK ha estado perdiendo masa o los prototipos nacionales han ido ganando masa.

### Tiempo
Hasta el advenimiento del reloj atómico, el cronómetro más fiable de que disponía la humanidad era el de la rotación de la tierra. Así pues, era natural que los astrónomos, bajo los auspicios de la Unión Astronómica Internacional (UAI) tomaran la delantera en el mantenimiento de las normas relativas al tiempo. En 1988, la responsabilidad de la medida del tiempo pasó al BIPM que asumió el papel de coordinar una serie de relojes atómicos repartidos por todo el mundo. Durante el siglo XX se hizo evidente que la velocidad de rotación de la Tierra se estaba reduciendo resultando que los días se volvían 1,4 milisegundos más largos cada siglo – esto se verificó mediante la comparación de los tiempos calculados para los eclipses del sol con los observados en la antigüedad que se remonta a los registros chinos de 763 a. C.
En 1956, la 10.ª CGPM instruyó a la CIPM para preparar una definición del segundo; en 1958 la definición fue publicada indicando que el segundo se calcularía por extrapolación usando la velocidad de rotación de la Tierra en el año 1900. Los astrónomos del Observatorio Naval de Estados Unidos (USNO) y el Laboratorio Nacional de Física determinaron una relación entre la frecuencia de la radiación correspondiente a la transición entre los dos niveles hiperfinos del estado fundamental del átomo de cesio 133 y la tasa estimada de rotación de la tierra en 1900. Su valor fue adoptado en 1968 en la 13.ª CGPM.

### Las unidades eléctricas

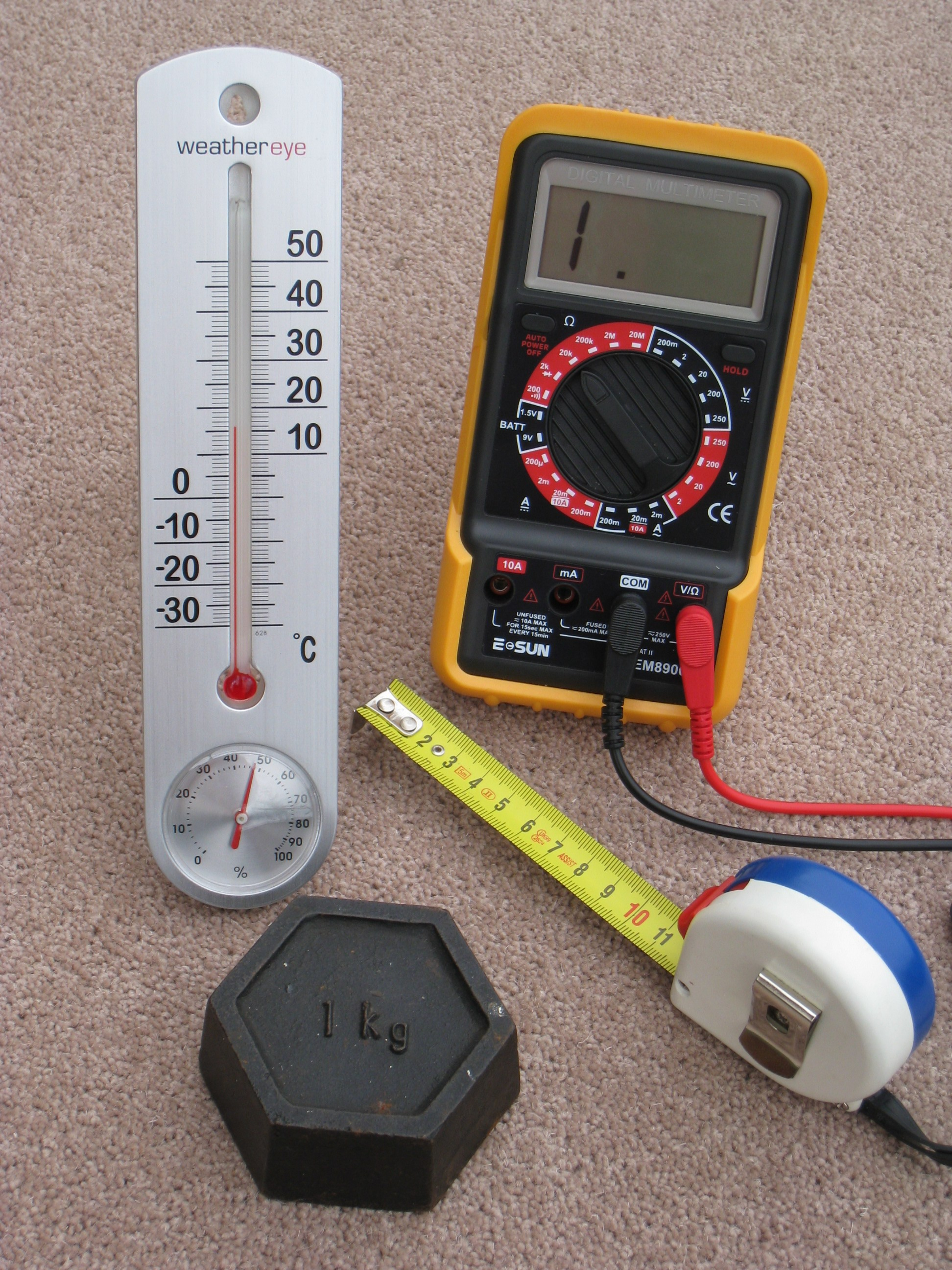
Cuatro dispositivos contemporáneos de calidad que tienen calibraciones métricas - Una cinta métrica calibrada en centímetros, un termómetro calibrado en grados Celsius, un kilogramo de peso (masa) y un multímetro eléctrico que mide voltios, amperios y ohmios

En 1921, el Tratado del Metro se amplió para incluir unidades eléctricas con la CGPM fusionando su trabajo con el de la IEC. En la 8.ª CGPM en 1933, se planteó la necesidad de sustituir las unidades eléctricas "internacionales" con unidades "absolutas". La propuesta de la CEI que adoptó la propuesta de Giorgi fue aceptada, pero no se tomó la decisión en cuanto a qué unidad eléctrica debía ser la cuarta unidad base. En 1935, Sears propone que este debe ser el amperio, pero la Segunda Guerra Mundial impidió que se tratase hasta 1946. Las definiciones para el sistema eléctrico absoluto basado en el amperio se formalizaron en 1948.

### Temperatura
Al comienzo del siglo XX, se formularon las leyes fundamentales de la termodinámica macroscópica y aunque existían técnicas para medir la temperatura utilizando técnicas empíricas, la comprensión científica de la naturaleza de la temperatura fue mínima. Maxwell y Boltzmann habían expresado teorías que describen la interrelación de la temperatura, la presión y el volumen de un gas en una escala microscópica pero por otra parte, en 1900, no había ninguna comprensión de la naturaleza microscópica o cuántica de la temperatura. Dentro del sistema métrico decimal, la temperatura se expresa en grados centígrados teniendo en cuenta que el hielo se funde a 0 °C y a presión atmosférica normalizada, el agua hierve a 100 °C. Una serie de tablas definían la temperatura en términos de mediciones empíricas relacionadas usando varios dispositivos.
Cuando, en 1948, la CGPM se encargó de crear un sistema coherente de unidades de medida, las definiciones relativas a la temperatura se tuvieron que aclarar. En la 9.ª CGPM, la escala de temperatura centígrados se renombró a escala de temperatura Celsius, y la escala en sí se fijó mediante la definición del punto triple del agua como a 0,01 °C, a pesar de que la CGPM dejó la definición formal del cero absoluto hasta la 10.ª GCPM cuando el nombre de "kelvin" se asignó a la escala de temperatura absoluta y el punto triple del agua se definió como 273,16 K. En 1967, en la 13.ª GCPM el grado kelvin (K) recibió el nombre de "kelvin" (K).
Durante los años siguientes, el BIPM desarrolló y mantuvo correlaciones cruzadas relativas con diversos dispositivos de medición tales como termopares, espectros de luz y similares a las temperaturas equivalentes. Cada vez más se utilizó la relación de Boltzmann como punto de referencia y parece que es probable que en 2015 la CGPM redefinirá la temperatura en términos de la constante en lugar del punto triple del agua de Boltzmann.

### Luminosidad
Antes de 1937, la Comisión Internacional de Iluminación (CIE de su título francés, la Commission Internationale de l'Eclairage) conjuntamente con el CIPM creó una unidad para la intensidad luminosa sustituyendo a las diversas unidades nacionales. Esta unidad, la candela (cd), se define como "la capacidad del brillo de un radiador a la temperatura de solidificación del platino son 60 nuevas candelas por centímetro cuadrado". Fue ratificado por el GCPM en 1948 y en 1960 fue adoptado como una unidad básica del SI. La definición resultó difícil de poner en práctica, por lo que en 1967 se revisó la definición y la fuente de radiación anterior fue sustituida por la definición de la candela en términos de intensidad de una longitud de onda específica de la luz visible.: 115 
En 2007 el CIPM y la CIE acordaron un programa de cooperación con el CIPM tomando la iniciativa en la definición del uso de unidades de medida y el CIE tomando la iniciativa en la definición del comportamiento del ojo humano.

### Cantidad de una sustancia
El mol era conocido originalmente como un átomo-gramo o una molécula-gramo, y es la cantidad de una sustancia medida por su peso atómico expresado en gramos. Originalmente, químicos y físicos tenían diferentes puntos de vista en cuanto a la definición del peso atómico –ambos asignaron un valor de 16 unidades de masa atómica (u) al oxígeno, pero los físicos definieron el oxígeno en términos del isótopo 16O mientras que los químicos asignaron 16 u a los isótopos 16O, 17O y 18O mezclados en la proporción que se producen en la naturaleza. Finalmente un acuerdo entre la Unión Internacional de Física Pura y Aplicada (IUPAP) y la Unión Internacional de Química Pura y Aplicada (IUPAC) acabó con esta dualidad en 1959 y 1960, acordando ambas partes definir el peso atómico del 12C siendo exactamente 12 u. Este acuerdo fue confirmado por la ISO y en 1969 el CIPM recomendó su inclusión en el SI como una unidad básica. Esto se hizo en 1971 en la 14.ª CGPM.: 114–115 

## Sistema Internacional de Unidades (SI)
La 9.ª CGPM se celebró en 1948, quince años después de la 8.ª CGPM. En respuesta a las peticiones formales realizadas por la Unión Internacional de Física Pura y Aplicada y por el gobierno francés para establecer un sistema práctico de unidades de medida, la CGPM pidió al CIPM dar recomendaciones para un único sistema práctico de unidades de medida, adecuado para la adopción de todos los países que se adhirieron a la Convención del Metro. Al mismo tiempo, la CGPM adoptó formalmente una recomendación para la escritura y la impresión de los símbolos, de las unidades y de los números. La recomendación también catalogó los símbolos más importantes del MKS y las unidades de medida de la CGS, y por primera vez la CGPM hizo recomendaciones relativas a las unidades derivadas.
El proyecto de propuesta de la CIPM, que era una extensa revisión y simplificación de las definiciones de unidad métrica, los símbolos y la terminología basada en el sistema MKS de unidades, fue presentado en la 10.ª CGPM en 1954. De acuerdo con las propuestas de Giorgi en 1901, el CIPM también recomendó que el amperio fuese la unidad base de la que se derivaría la electromecánica. Las definiciones para el ohmio y el voltio que previamente habían estado en uso se desecharon y estas unidades se convirtieron en unidades derivadas basadas en el metro, kilogramo, segundo y amperio. Después de negociar con la CEI y la IUPAP, se propusieron como nuevas unidades básicas, el kelvin y la candela. El sistema completo y el nombre "Sistema Internacional de Unidades" se adoptaron en la 11.ª CGPM de 1960.
Durante los años que siguieron las definiciones de las unidades básicas y sobre todo el uso práctico (mise en pratique) dieron cuenta de que esas definiciones se debían afinar.

### Propuesta de revisión de las definiciones de unidad

Las relaciones entre las definiciones propuestas de las unidades del SI (en color) y con siete constantes fundamentales de la naturaleza (en colores más claras) con valores numéricos fijos en el sistema propuesto

Después de que el metro se redefiniera en 1960, el kilogramo seguía siendo la única unidad base del SI definida por un patrón físico o artefacto. Por otra parte, después de la recalibración 1996-1998 se observó una clara divergencia entre los varios prototipos del kilogramo observados.
En su 23.ª reunión (2007), la CGPM encomendó a la CIPM investigar el uso de constantes naturales como base para todas las unidades de medida en lugar de los artefactos que entonces estaban en uso. En una reunión de la CCU, celebrada en Reading, Reino Unido en septiembre de 2010, se acordó en principio que una resolución y los proyectos de cambios en la lista de la SI se presentarían en la próxima reunión de la CIPM en octubre de 2010. Las propuestas que el CCU formuló fueron las siguientes:
- Además de la velocidad de la luz, cuatro constantes de la naturaleza –La constante de Planck, una carga elemental, la constante de Boltzmann y el número de Avogadro- se definen por tener valores exactos;
- El prototipo internacional del kilogramo se debe retirar;
- Las definiciones actuales del kilogramo, amperio, kelvin y el mol deben de ser revisadas;
- La redacción de las definiciones de todas las unidades básicas se deben endurecer.

La reunión del CIPM en octubre de 2010 encontró que "las condiciones establecidas por la Conferencia General en su 23ª reunión aún no se han cumplido en su totalidad. Por esta razón, el CIPM no propone una revisión del SI en este momento." Sin embargo, el CIPM presentó una resolución para su consideración en la 24.ª CGPM (17-21 de octubre de 2011) en principio para acordar las nuevas definiciones, pero no implantarlas hasta que los detalles se hayan finalizado. Esta resolución fue aceptada por la conferencia y, además, la CGPM adelantó la fecha de la 25.ª reunión de 2015 a 2014.
En  la reunión de CGPM del 16 de noviembre de 2018 se han aprobado las nuevas definiciones de las unidades del kilogramo, del amperio, del kelvin y del mol.